# Вишнуизм

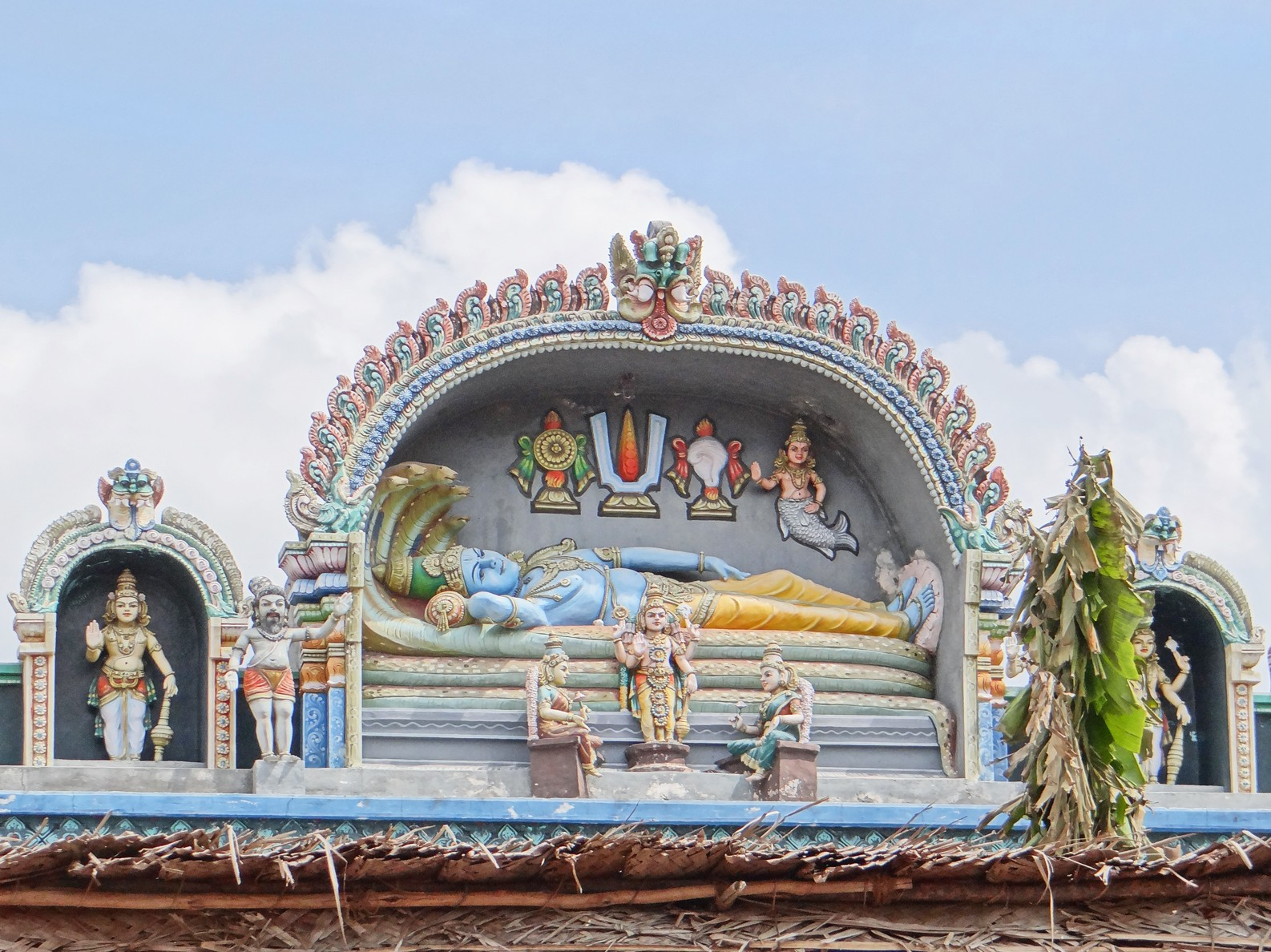
Вишну, возлежащий на змее Ананта-Шеше (большая фигура). Стоящий Вишну в окружении своих супруг Шри-деви и Бху-деви (три малые фигуры). Амма мандапа на берегу Кавери, Шрирангам (Тамилнад)

Вишнуи́зм или вайшнави́зм (санскр. वैष्णव धर्म, IAST: vaiṣṇava dharma), — одно из основных направлений индуизма, отличительной особенностью которого является поклонение Махавишну и его воплощениям (аватарам), преимущественно Кришне и Раме. Верования и духовные практики вайшнавизма, в особенности концепции бхакти и прапатти, базируются на таких священных текстах, как «Вишну-пурана», «Бхагавата-пурана» и «Бхагавадгита».
Последователей вишнуизма называют «вишнуи́ты» или «вайшна́вы». Вишнуиты, по некоторым оценкам, — наиболее многочисленная группа верующих в семье религий, обозначаемой общим называнием «индуизм». Однако вишнуизм не является однородным направлением, вишнуиты объединены в многочисленные сообщества, поклоняющиеся отдельным аватарам Вишну (нередко разным ипостасям одной и той же аватары) или его отдельным образам. Истоки вишнуизма восходят к позднему ведийскому периоду. Его последующее развитие, обогащённое вкладом выдающихся религиозных деятелей, привело к рождению нескольких вишнуитских традиций, отличающихся теистическими доктринами, философией и ритуалами. К XVI веку внутри вишнуизма выделились четыре основные традиции (сампрадаи) — Шри-сампрадая, Мадхва-сампрадая, Нимбарка-сампрадая и Валлабха-сампрадая. В научных исследованиях помимо деления вишнуизма на сампрадаи принято также говорить о таких широких группах независимых традиций, как кришнаизм (поклонение Кришне), рамаизм (Раме), радхаизм (Радхе) и других. В XX веке одно из направлений вишнуизма — гаудия-вайшнавизм — распространилось на Западе как Международное общество сознания Кришны (ИСККОН).
Вишнуизм включает такие аспекты, как ритуальное поклонение божеству (упасана); принятие прибежища в Вишну (шаранагати); приверженность ненасилию (ахимсе), вегетарианству и альтруизму.
Вишнуизм породил богатую философско-религиозную литературу на санскрите и индийских языках, а также обогатил индийскую культуру в области музыки, танца, скульптуры и архитектуры.

## Этимология и терминология
Слово «вишнуи́зм» образовано путём прибавления суффикса -изм к санскритскому слову Вишну (санскр. विष्णु, IAST: Viṣṇu), которое означает «всеобъемлющий, всепроникающий» — имя бога Вишну. Слово «вайшнавизм» образовано путём прибавления суффикса -изм к санскритскому слову вайшнава (санскр. वैष्णव, IAST: vaiṣṇava), которое обозначает последователя Вишну. Последователи вишнуизма (вишнуи́ты или вайшна́вы) — это «те, кто принадлежат Вишну».
Выражение вошло в обиход английского языка с середины XIX столетия, когда в Лондоне стали выходить печатные издания о религии и обрядах в британских колониях. Английский язык в Британской Индии являлся официальным языком, его преподавали в учебных заведениях, им владели образованные слои индийского общества. С 1850-х годов в Великобритании публикуются работы о вишнуизме, написанные преимущественно представителями гаудия-сампрадаи. Название закрепилось и в 1877 году вошло в работу британского индолога и санскритолога Монье Монье-Вильямса «Индуизм», затем понятие было им более широко раскрыто в «Журнале Королевского азиатского общества Великобритании и Ирландии» (англ. The Journal of the Royal Asiatic Society of Great Britain and Ireland) в статье «Религия вайшнавов» в 1882 году.
Развитие термина и его синонима в русском языке шло несколькими путями. Первый русский индолог Герасим Лебедев, проживший в Индии с 1785 по 1797 год, в своей работе по итогам поездки называл Вишну «Биштньо», последователей вишнуизма (как он выражался, «помазанников») именовал «Биштньоб», а последовательниц — «Биштньоби». Название «вишнуизм» употребляется со второй половины XIX века как производное от имени Вишну плюс суффикс. В частности, «вишнуизм» упомянут у известного богослова Алексей Хомякова (1804—1860) в трудах по религии Индии. В переводном сборнике «Религии Индии» Августа Барта (1834—1916) от 1897 года используется термин «вишнуизм». По мере расширения издания британской литературы по вишнуизму в русскоязычных источниках в начале XX столетия впервые употребляется «вайшнавизм». В 1926 году «Большая советская энциклопедия» в статье о «Брахмо-самадж» называет «вайшнавизм» культом Вишну. В последующем оба термина используются как слова-заменители. Классические статьи в энциклопедиях и словарях советских и российских индологов именуют тему «вишнуизм» с упоминанием «вайшнавизма» как синонима.

## Индуизм и отличительные черты вишнуизма
Определение вишнуизма предполагает, что в его основе лежит поклонение Богу в лице Вишну или его воплощениям. Фактически в вишнуизме закрепилось смешанное представление о Боге, варьирующееся от чистого монотеизма в Брахма-сампрадае до ограниченного монизма в Шри-сампрадае. Все остальные божества рассматриваются как второстепенные или подчинённые по отношению к Вишну. К ним относятся полубоги (дэвы), духи или существа с отдельными качествами Вишну. Исключение составляет кришнаизм, где персонификация Бога в лице Кришны считается Высшей реальностью. В целом вишнуизм отличают от других направлений индуизма несколько особенностей:

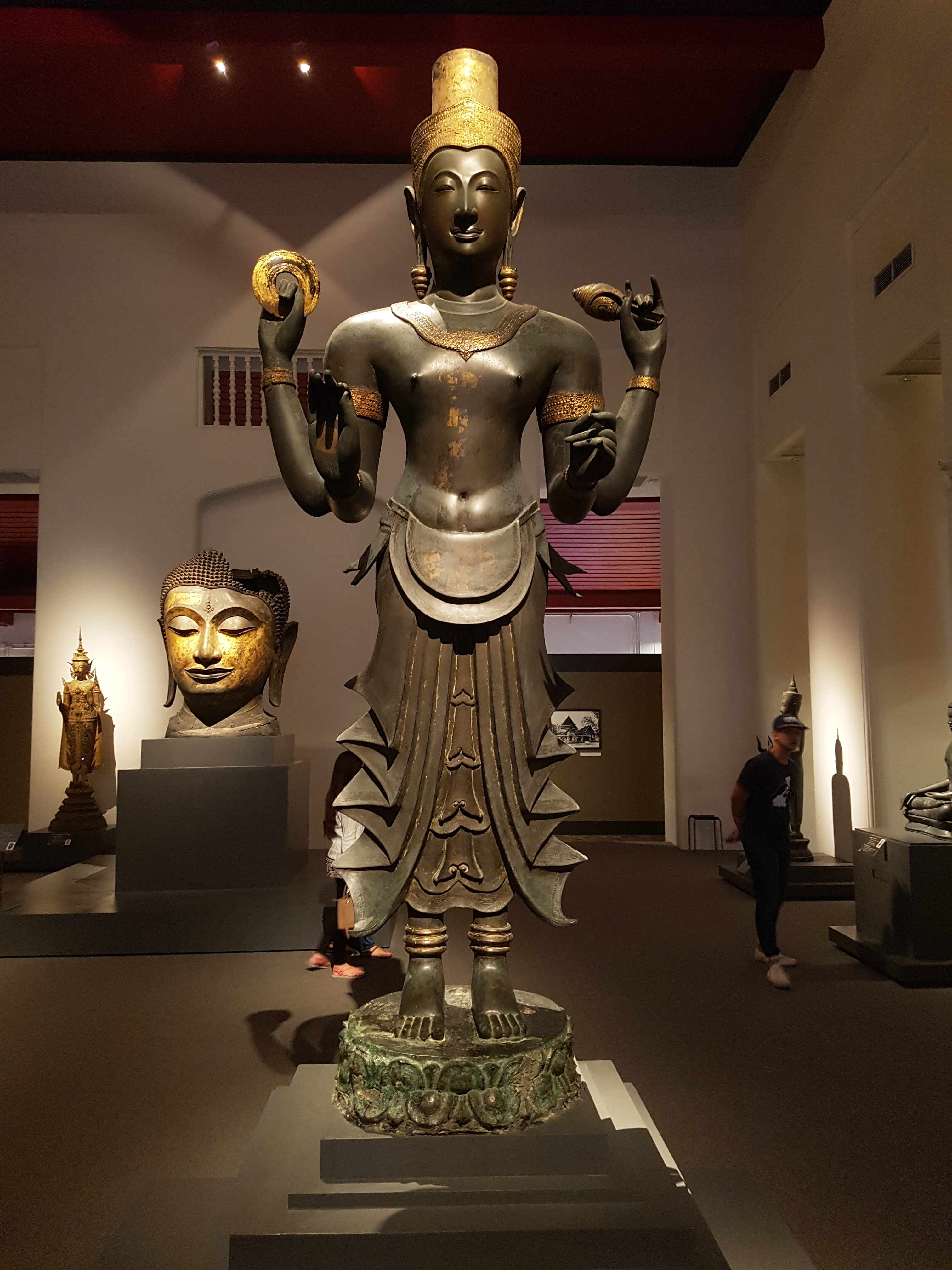
Статуя Вишну, XIV—XV век, коллекция Национального музея Бангкока (Таиланд)

- Вишнуизм рассматривает себя не как отдельную религию, а как всеобщий вечный закон («санатана-дхарма»). Другими словами, остальные религии не считаются конкурирующими, а всего лишь имеющими другую описательную форму. В их основе лежат одни и те же убеждения, касающиеся Бога и его природы, человеческой души, взаимоотношения между Богом и душой, а также пути освобождения или спасения души.
- Бог Вишну является Высшей реальностью (или Брахманом). Однако Высшая реальность может проявляться как обезличенная реальность, как душа Вселенной и как персонифицированный Бог (в определённом человеческом облике, реже в образе животного). Вишну также проявляет себя в символической форме, как изображение или мурти, которое почитают и которому поклоняются. Вишнуизм включает несколько традиций, у каждой из которых есть излюбленный образ Вишну. В Шри-сампрадае им выступает Вишну в формах Ранганатхи и Венкатешвары, в других сампрадаях поклоняются преимущественно Кришне. Воплощаясь на Земле в человеческом облике (аватара) для восстановления дхармы, он может взаимодействовать с человечеством напрямую.
- Вишну обладает бесконечными и разнообразными атрибутами, которые описываются в священных текстах. Обретение Бога или слияние с ним выступает конечной целью жизни. Человеческие души рассматриваются как часть Вишну, хотя и обладающие индивидуальностью и собственным сознанием. Все незримые и материальные феномены считаются одной с Вишну природы и в то же время отличными от него.
- Для освобождения или спасения души необходимо выполнение определённых вспомогательных действий (джняна-йога и карма-йога), однако конечный результат зависит от культивирования любви к Вишну (бхакти), принятия в нём прибежища (шаранагати) и предания себя на его милость (прапатти). Обусловленные (неосвобождённые) души находятся под влиянием иллюзорной материальной энергии Вишну, называемой «майей». Она не позволяет осознавать и воспринимать Вишну, а также уводит с пути освобождения к временным удовольствиям (подробнее см. ➤).
- Высший и прямой путь освобождения или спасения души состоит в бхакти-йоге. Считается, что при должном применении она может заменить все остальные практики (карма-йогу, аштанга-йогу, гьяна-йогу). Содержание бхакти-йоги раскрывается в двух ключевых произведениях, «Бхагавата-пуране» и «Бхагавадгите». К основным практикам относятся воспевание имени Вишну и памятование о нём, культивирование личных отношений с Вишну, выполнение для него всех действий, служение образу Вишну, включая ритуальное поклонение в храме или дома. Чистая и необусловленная любовь к Вишну, не зависящая от плодов бхакти-йоги, считается самоценной и конечным результатом духовной практики.
- Основными источниками знания в вишнуизме выступают «Вишну-пурана», «Бхагавата-пурана» и «Бхагавадгита». Опора на общие источники, такие как Веды, Упанишады, Пураны и другие, формирует связь вишнуизма с индуизмом.

## Вишну: образ поклонения и любви

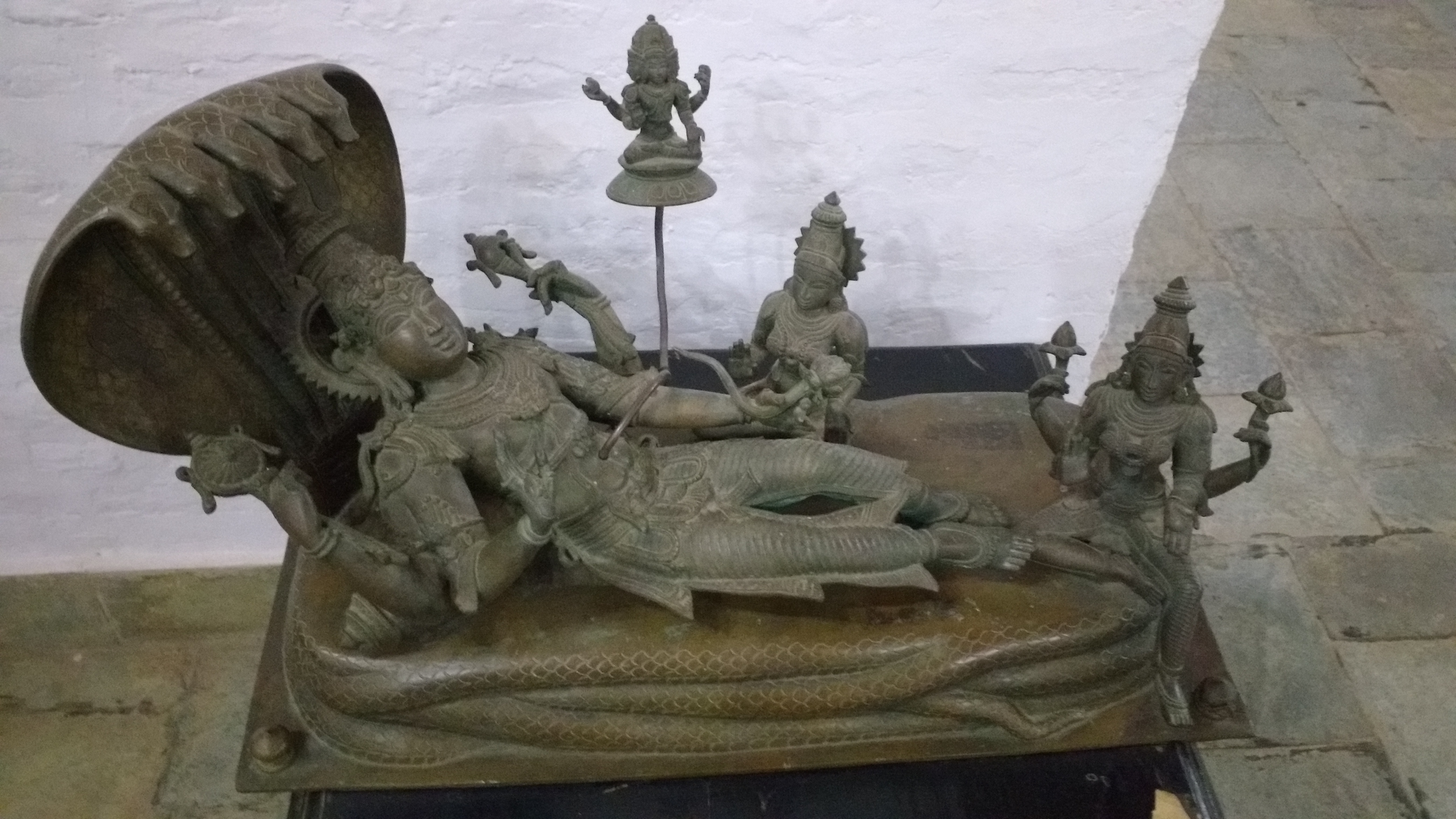
Современное мурти Махавишну, бронза, Индия

Поклонение Вишну и его воплощениям (аватарам) составляет основу вишнуизма. Образ Вишну представлен хранителем Вселенной и защитником праведности, его изображают прекрасным четырёхруким юношей с тёмно-синей кожей, одетым в жёлтые одеяния, с многочисленными атрибутами и драгоценностями (см. Иконография Вишну).
В первозданной форме — как Махавишну — божество дремлет на свернувшемся в кольца тысячеголовом змее Ананта-Шеше, который покоится в водах причинного океана. Лёжа на змее, Вишну дремлет в периоды «ночи Брахмы», когда один мир уже разрушен, а другой ещё не создан Брахмой. В новом созданном мире Вишну пребывает в своей обители, на Вайкунтхе.
Вишну окружён спутниками (ездовая птица Гаруда, Вишваксена, мудрецы-риши), рядом с ним прекрасная Лакшми, богиня счастья и процветания. Она является идеалом жены, женщины и воплощением красоты, успеха и богатства. Её также называют другими именами — Шри (Благая), Камала (Лотос), Индира (Очаровательная), Бху (Счастливая), Сарасвати (Красноречивая), Шанти (Спокойная) и другими. Лакшми бесконечно предана мужу, никогда с ним не разлучается, сопровождает его в земных воплощениях (аватарах). Воплощения Лакшми на земле представлены Ситой и Радхой.
Вишну снисходит на землю с Вайкунтхи в образе своих аватар. Он воплощается для восстановления дхармы (праведности), когда возникает угроза миру. Первыми четырьмя аватарами Вишну являются Матсья (рыба), Курма (черепаха), Вараха (вепрь) и Нарасимха (человек-лев). «Агни-пурана» повествует, что в рыбу Господь воплотился для спасения праведника Ману, который впоследствии стал отцом человечества. Черепахой Вишну явился в мир для того, чтобы побудить богов и демонов пахтать Молочный океан и получить из него напиток бессмертия — амриту. «Махабхарата» и «Рамаяна» описывают подвиги других воплощений Вишну — Кришны и Рамы. Девятой аватарой Вишну объявлен Будда. В «Агни-пуране» также предрекается появление десятой аватары, Калки, которая изображается как всадник на коне с мечом в руке. Он придёт в этот мир, чтобы возродить исчезнувшую мировую гармонию.
В ряде традиций, таких как валлабха-сампрадая, нимбарка-сампрадая и гаудия-сампрадая, вместо Вишну как верховная форма Господа и источник всех аватар рассматривается Кришна.
| Образ | Имя и значение | Образ | Имя и значение |
| ----- | --- | ----- | --- |
|       | Хаягрива: персонаж индуистской мифологии, частичное воплощение Вишну (в ипостаси духовного знания и мудрости) и буддийское гневное божество — защитник учения.                             |       | Нара-Нараяна: двойное воплощение Вишну в образе двух мудрецов-близнецов, чьей миссией является защита дхармы и справедливости.                           |
|       | Мохини: Вишну в облике прекрасной женщины, согласно «Махабхарате», возникшей для очарования демонов и возвращения амриты (эликсира бессмертия) богам; единственный женский облик Вишну.    |       | Дханвантари: бог медицины (аюрведы), одно из частичных земных воплощений Вишну, почитающийся как врач богов.                                             |
|       | Ведавьяса: древний мудрец (известный также как Вьясадева, Бадараяна или Кришна-Двайпаяна), считающийся автором или составителем большинства священных текстов: Вед, пуран и «Махабхараты». |       | Кама: Вишну в облике бога любви (известный также как Манматха), ритуалы в честь которого направлены на улучшение здоровья и повышение привлекательности. |

## Происхождение и история вишнуизма

### Интеграция родовых и племенных культов

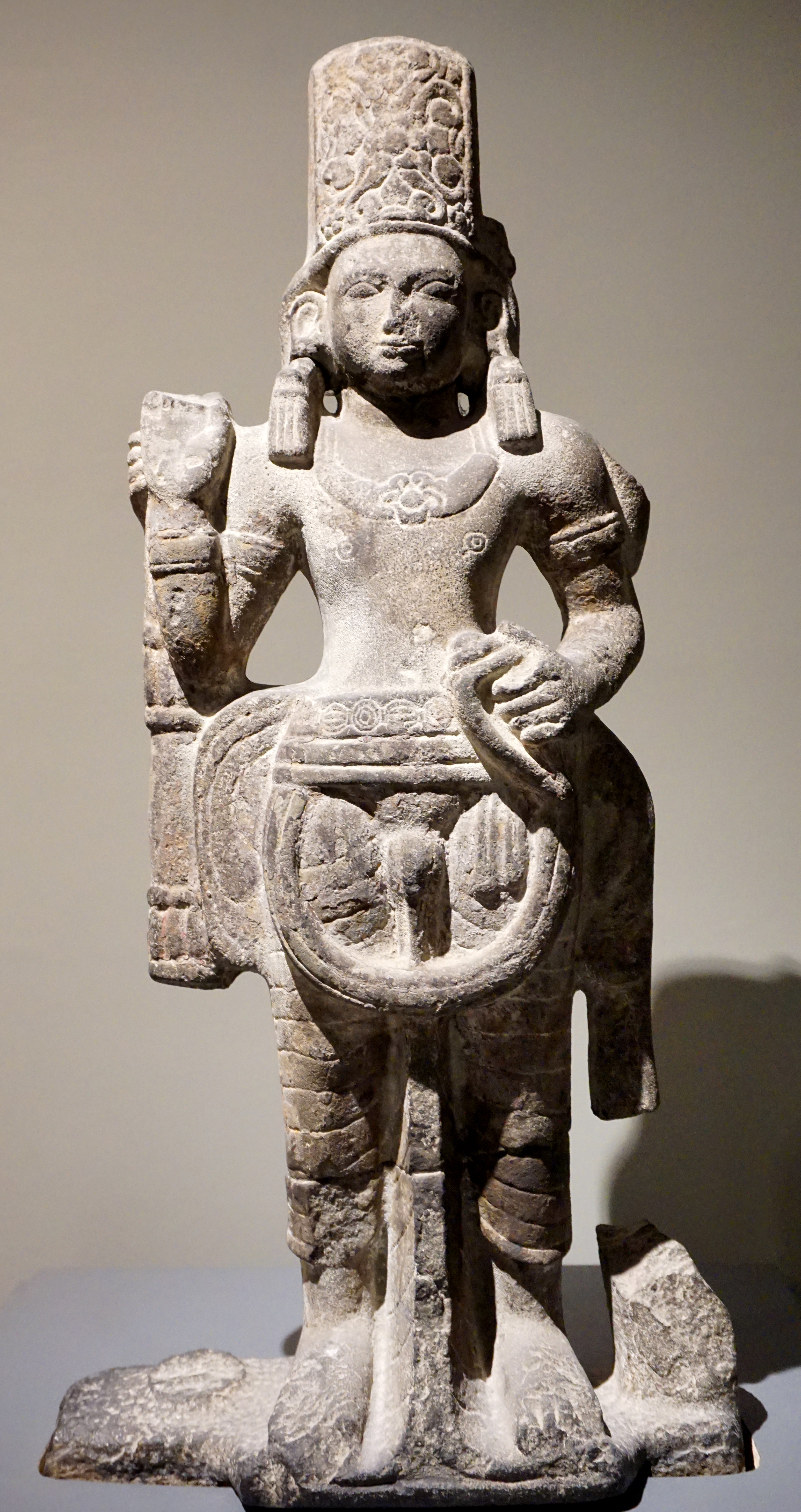
Изображение Вишну в V веке, Национальный музей Бангкока (Таиланд)

Корни вишнуизма уходят в поздний ведийский период, VI—V века до н. э., хотя считается, что по происхождению он не является ведийским. Когда арии, исповедовавшие Веды, мигрировали в Древнюю Индию, они не оказались в религиозной «пустыне». В Древней Индии уже существовало по меньшей мере два неарийских культа. Одним из них был «муни-яти» (muni-yati). Это был ранний культ поклонения Шиве в лице Пашупати. Для святых отшельников-протошайвов жизнь состояла из йоги, тапаса и санньясы. Вишнуизм зародился в противоположном культе, получившем позднее название «бхакти» — преданное служение, исполненное любви. Бхакти в смысле исключительной преданности персонифицированному божеству носит автохтонный характер: оно было заложено в поклонении местным и родовым божествам Древней Индии до прихода ариев.
Индологи полагают, что становление вишнуизма как религии произошло в период империи Маурьев (317—180 годы до н. э.) и империи Шунга (185—73 годы до н. э.). Считается, что вишнуизм вырос из брахманистской традиции. В части мифов он опирался на множество древних племенных верований неарийского происхождения. Фактически вишнуизм интегрировал в себе местные божества, которые были включены брахманами в единый общий культ. Многочисленные родовые и племенные божества отождествлялись с Нараяной-Вишну. Сведения о становлении вишнуизма в период Маурьев могут быть почерпнуты из литературных источников, а также из данных эпиграфики. Они показывают, что популярность образа Нараяны-Вишну выросла после его слияния с образом Санкаршаны-Баладевы. В лингвистическом трактате древнеиндийского учёного Патанджали (II век до н. э.) сообщается о храмах в честь Рамы (Санкаршана-Баларама) и Кешавы (Кришна-Васудева). Им же упоминаются женские божества вишнуитского пантеона, прежде всего богиня Лакшми.
По всей видимости, в IV—I веках до н. э. основным был культ Санкаршана-Баларамы, однако затем на первое место выходит Васудева, который наследует его образ. Северная Индия стала родиной поклонения Кришне-Васудеве. Двойное имя индологи связывают с двумя различными племенными традициями. Васудева наделялся чертами мужественного и бесстрашного воина, в то время как Кришна — миролюбивыми и благостными. По мнению Судхакара Чаттопадхьяи, ко времени первого царя Маурьев произошло окончательное слияние Нараяны, Вишну и Васудевы.
В «Бхагавадгите» Нараяна не упоминается, однако Бхагават обладает всеми его чертами. Нараяна, по-видимому, изначально являлся неведийским божеством, которое ассоциировалось с водной стихией, космическим океаном и жило вечно. Некоторые индологи полагают, что одна из целей «Бхагавадгиты» состояла в объединении Нараяны с образами новых божеств, прежде всего Кришны-Васудевы. О слиянии образов свидетельствует знаменитая колонна Гелиодора, установленная во II веке до н. э. Другая надпись из Бхилсы сообщает о неком Гаутамипутре, который соорудил колонну с Гарудой в храме Бхагавата. Активное распространение вишнуизма происходило благодаря религиозной поддержке и покровительству правителей. Об этом говорят имена царей: девятого из Шунгов звали Бхагавата, первого из Канвов — Васудева, третьего — Нараяна.
В первые века нашей эры вишнуизм проникает в Южную Индию вместе с расширением государства Гуптов (320-е — 600-е годы). Его популяризации способствовала народная поэзия знаменитых тамильских альваров. Наряду с североиндийскими религиями на юг проникла санскритская и пракритская литература. Санскрит был признан официальным религиозным языком. Таким образом, поклонение Вишну сопряжено с синкретическим характером его образа. Он постепенно сливался с образами как арийских, так и местных божеств. К нему добавилось почитание легендарных героев: Анируддхи, Прадьюмны, Самбы.

### Происхождение образа Кришны

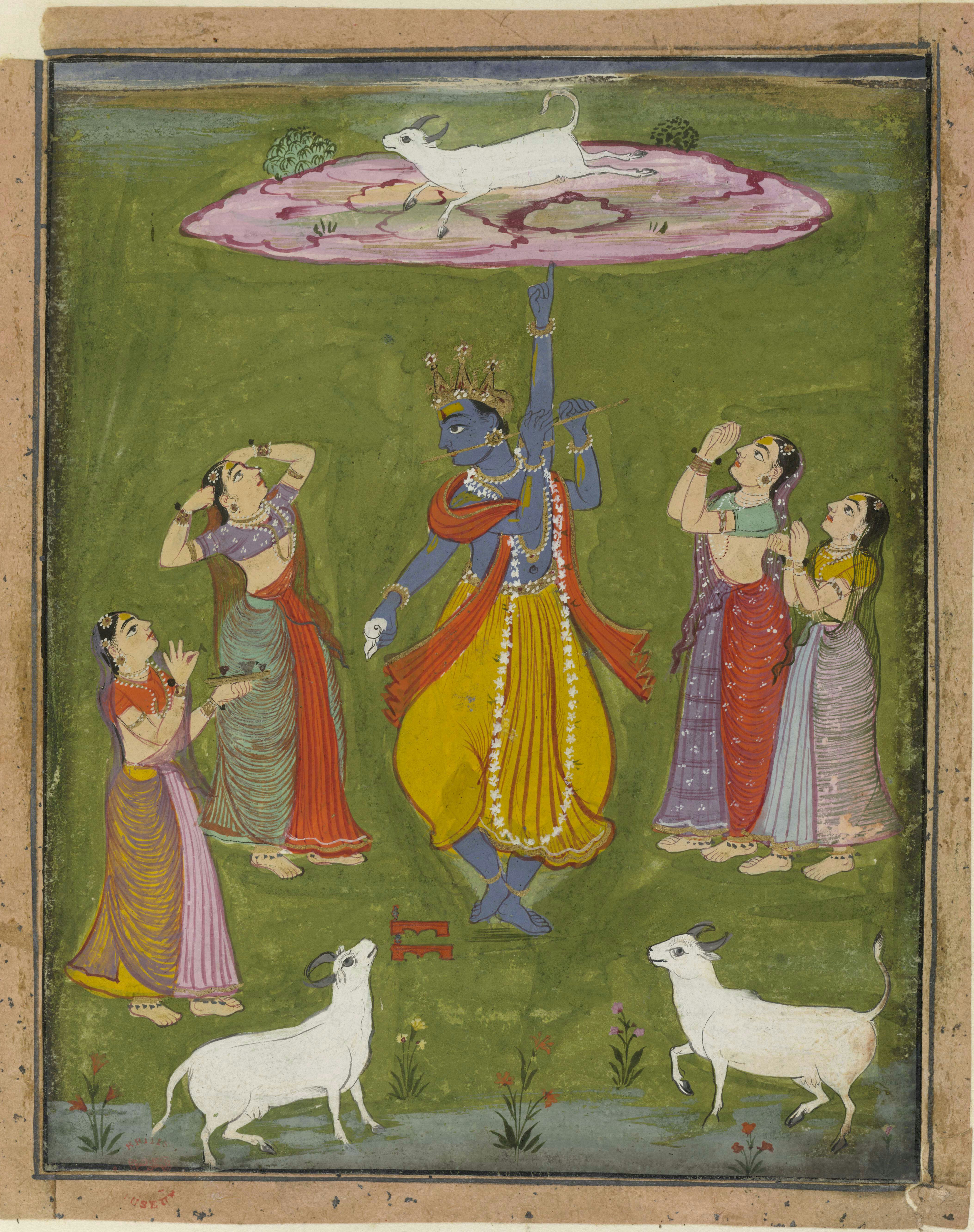
Кришна удерживает гору Говардхана, рисунок XVII века, Британский музей

Одной из ключевых исторических тенденций в развитии вишнуизма было слияние образов Вишну и Кришны. Имя «Кришна» встречается ещё в «Ригведе». Однако индологи не могут определить, понимается ли под ним имя героя или это просто прилагательное «чёрный» . В «Чхандогья-упанишаде» упоминается Кришна, сын Деваки. Вопрос о соотнесении его с Кришной из «Бхагавадгиты» вызывает споры. По традиции, имя принадлежало древнему мыслителю, позже обожествлённому, хотя некоторые учёные выступают против такой идентификации. Современный культ Кришны имеет истоки в почитании божества пастушеских племён, свидетельством чему является его эпитет «Гопала» (пастух), а также титул властелина «коровьего мира» (голоки). По мнению некоторых исследователей, Кришне первоначально поклонялись члены скотоводческого племени абхиров, среди которых он был очень популярен. Кришна стал обожествлённым героем племени и духовным лидером клана ядавов. Считается, что Васудева и Кришна изначально являлись двумя разными личностями, однако в дальнейшем произошло слияние обоих образов. К ним присоединился культ Гопалы, мальчика-пастуха, родом из кочевого сообщества. Легенды метафорически описывают победу новых божеств над старыми ведийскими богами. Эпизод с Говардханой, под которой Кришна-пастух укрыл своих преданных от проливных дождей, — это история противостояния двух культов. Она отражает поражение ведизма в лице Индры перед новым культом бхакти, представляемым Кришной. Однако убедительные сведения о прародине образа Кришны отсутствуют. Считается, что он постепенно совместился с Вишну, знаменуя включение в индийскую философию и религию верований доарийских племён. Впрочем, и значительно позднее Кришна сохранил исключительное место в вишнуизме. Кришнаизм составляет одно из самых крупных и самостоятельных направлений в современном индуизме.
| | |                                                   |                                                                       |                                                             |                                                                    |                                          |                                                         |
| Монета царя Агафокла с изображением Баларамы-Санкаршаны на одной стороне и Васудевы на другой стороне. Индо-греческое царство, между 190 и 180 годами до н. э. | Раннее изображение Баларамы с булавой и раковиной в правом нижнем углу на монете империи Маурьев, между III и II веками до н. э. | Кришна поднимает Говардхану, между IV и VI веками | Гопала с флейтой в буддийском храме Тодай-дзи (Киото, Япония), XI век | Гопала-Кришна в храме Ченнакешава в Соманатхапуре, XIII век | Скульптура Бала-Кришны на пятиглавом змее, между XVI и XVII веками | Божественная пара Радха-Кришна, XVII век | Витхоба, известный как Виттхала или Пандуранга, XIX век |

### Вишнуизм в Южной Индии

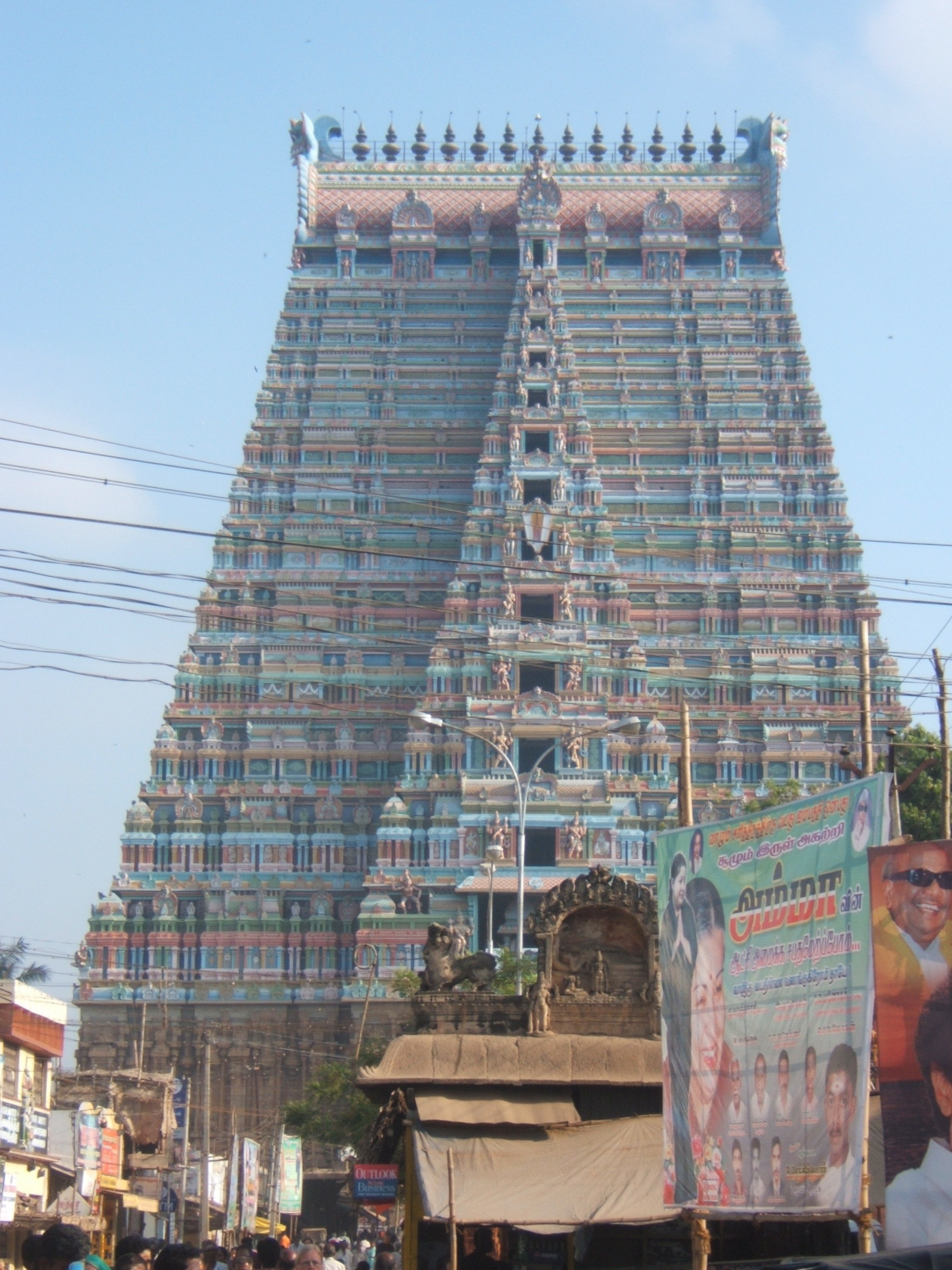
Главный гопурам храма Вишну в Шрирангаме, самого большого вишнуитского храма в мире, являющегося одним из 108 дивьядешам (мест паломничества, связанных с альварами)

После падения Гуптов вишнуизм расцвёл в государстве Паллавов в Южной Индии. До признания альваров в качестве высшего образца бхакти и возникновения шри-вайшнавизма поклонение Вишну осуществлялось в ритуальной традиции вайкханаса. Она представляла собой смесь ведийских обрядов (с опорой на огненное жертвоприношение) и философии адвайты, где на первый план выходил обезличенный аспект Вишну. В последующем традиция вайкханаса выродилась в систему ритуального храмового поклонения.
Начиная с V—VI веков большую популярность приобрели гимны альваров — вишнуитских поэтов-подвижников и религиозных учителей. Традиция вишнуизма насчитывает двенадцать альваров. Согласно агиографическим данным, Кулашекхара был царём, Тондарадипподи — брахманом, а остальные имели низкое социальное происхождение. Альвары вошли в историю как авторы религиозных гимнов, которые приобрели огромную популярность на юге Индии. Гимны альваров объединены их собирателем Натхамуни в сборник под названием «Дивья-прабандха», насчитывающий более четырёх тысяч гимнов. Его называют «Вайшнава-ведой» или «Дравида-ведой». Только одного из альваров, Наммальвара, можно назвать теологом и философом. Его «учение» не было систематическим и разбросано по серии сочинённых им гимнов. Среди альваров значится одна женщина по имени Андаль, которой поклоняются не только как живому воплощению бхакти, но и как божественной ипостаси Лакшми, супруги Вишну. Мировоззрение альваров отличалось терпимостью и социальной эгалитарностью, они проповедовали, что единственным качеством человека, делающим его достойным приблизиться к Вишну, является преданность (прапатти).
Период альваров сменился в Южной Индии «периодом наставников» (ачарьев), первым среди которых почитается собиратель гимнов альваров Натхамуни. С него начинается линия передачи духовных знаний от учителя к ученику в традиции шри-вайшнавизма. В тот же период вишнуизм претерпел религиозную и административную реформацию. Первые ачарьи разработали философско-богословские доктрины, которые должны были дополнить религиозные гимны альваров. Труды ачарьев послужили фундаментом для создания в XI—XIII веках таких развитых систем философии индуизма, как вишишта-адвайта Рамануджи и двайта Мадхвы.

## Эпистемология вишнуизма и источники знания

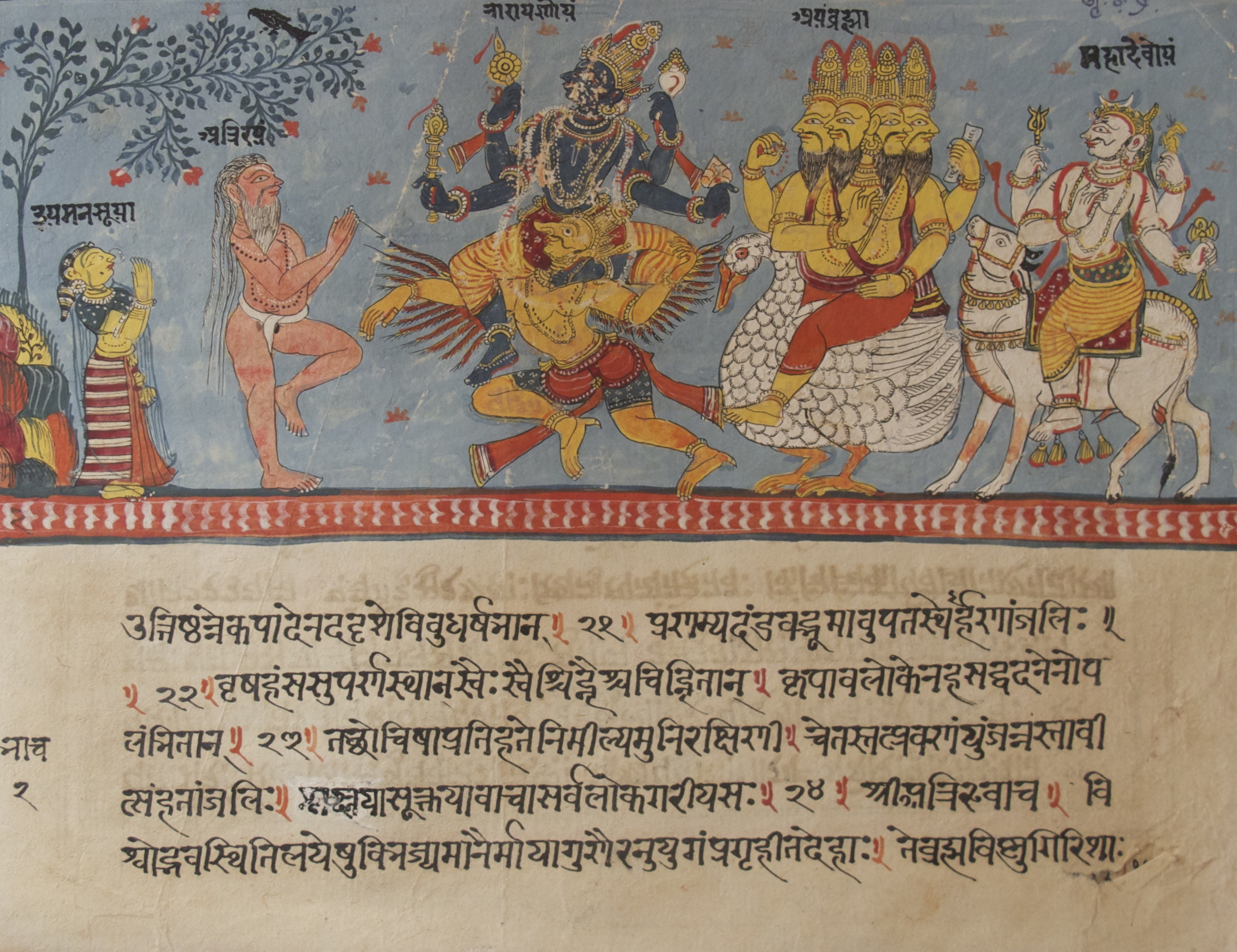
Страница из рукописной «Бхагавата-пураны», XVIII век (Исследовательский центр Бхактиведанты, Калькутта)

Религиозным языком вишнуизма является санскрит, на нём написаны главные священные тексты. Однако значительное число вишнуитских трудов сочинено на тамильском и маниправала. Исходными священными текстами являются Веды. Они дополняются тремя разновидностями текстов, к которым относится брахманистская литература — брахманы, араньяки («лесные книги») и упанишады («сокровенные учения»).
В V—II веках до н. э. собрание ведийской литературы расширилось за счёт священных преданий (смрити) и веданг. Смрити сформировались к концу первого тысячелетия н. э. и включают эпические поэмы «Махабхарата» и «Рамаяна». Они содержат серию сказаний о Вишну и его воплощениях (Пураны) и сборники законов (дхармашастры, в том числе «Ману-смрити»). Входящие в шрути и смрити тексты почитаются как в вишнуизме, так и в других направлениях индуизма. Современный вишнуизм объединяет в себе наследие предшествующих (племенных) религий, а также обнаруживает признаки влияния других древнеиндийских религий, прежде всего буддизма — к примеру, Будда входит в число аватар Вишну.
Главными источниками вишнуитского богословия выступают упомянутые пураны и самхиты (собрания гимнов, молитв и мантр), оставшиеся в наследство от Вед. Они описывают сюжеты, которые впоследствии стали религиозными догмами. Среди пуран наиболее почитаемой у вишнуитов является «Вишну-пурана», датируемая V веком. Для вишнуитов «Вишну-пурана», несмотря на её мифологическое содержание, является священным, основополагающим текстом. Это произведение описывает создание Вишну Вселенной при посредничестве Брахмы, а также божественные изречения и откровения Вишну. Роль Вишну как спасителя мира и своих преданных хорошо проиллюстрирована в ряде историй, таких как сюжеты с Прахладой и Дхрувой. Вишну в образе Нарасимхи спасает Прахладу от отца-демона, что символизирует защиту преданных Богу от всех напастей и зла.
Вишнуизм признаёт священные тексты (упанишады, брахма-сутры, «Бхагавадгиту» и другие) как первичные догмы. Это обеспечивает возможность духовного познания путём изучения священных текстов. В то же время вишнуизм допускает индивидуальное восприятие, логические выводы и лингвистическую связь как инструменты интеллектуального познания. Однако, с точки зрения результатов познания (достижения Бога), изучение священных текстов и умозаключения не могут помочь обрести Бога. Вишнуизм отдаёт предпочтение личной духовной практике, прежде всего бхакти и прапатти.

## Цель жизни, освобождение и практики

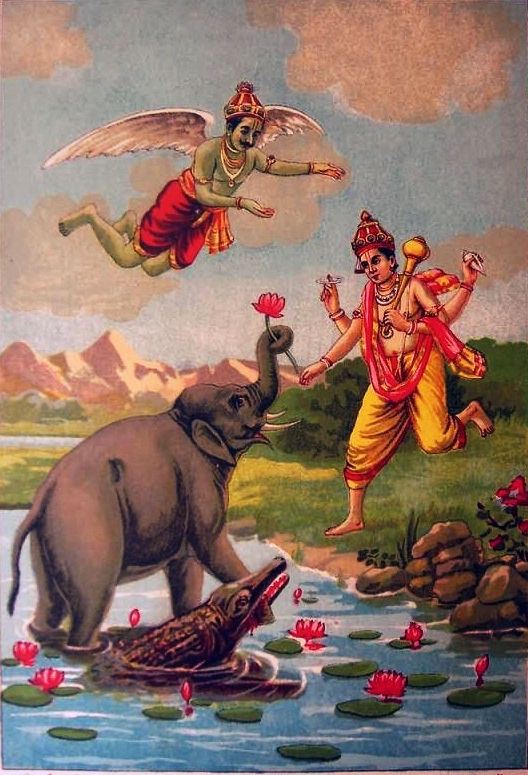
«Гаджендра-мокша» — символическая история в вишнуизме об освобождении слона, воззвавшего к Вишну, от земных страданий: слон — душа, крокодил — грехи, озеро — сансара

Вишнуиты верят в бессмертие души, высшей целью человеческой жизни считается её освобождение (мокша). Душа страдает под влиянием невежества, заблуждений, привязанности к материальным благам, которые возникают в силу иллюзии (майи). Обусловленная (неосвобождённая) душа будет подвергаться бесконечным циклам рождения и смерти в человеческом (или животном) теле. Освобождение возможно, когда душа осознаёт свою чисто духовную природу и происходит полное или частичное слияние с Высшей реальностью (Брахманом) в форме Вишну (Кришны). В зависимости от традиции характеристики освобождения различаются. Полное освобождение при жизни считается невозможным из-за обусловленности тела. В духовной практике вишнуиты воспринимают себя (по крайней мере, частично) отдельными или отличными от объекта своего поклонения, Вишну. В отличие от других направлений индуизма, где главной целью является слияние с Брахманом (например, в адвайта-веданте), в вишнуизме освобождение подразумевает сохранение индивидуальности и частичной двойственности. Для освобождения характерна вечная жизнь в блаженстве (ананде) служения Вишну или одной из его аватар в духовном мире — Вайкунтхе. «Бхагавадгита» предлагает четыре пути, ведущие к освобождению:
- йога-марга (путь йоги) — подчинение физического тела и сознания, которое помогает подготовить душу к слиянию с Богом;
- джняна-марга (путь духовного знания) — познание Бога посредством самопознания и обретения знания о своём тождестве с ним;
- карма-марга (путь праведного деяния) — бескорыстное выполнение предписанных обязанностей, а также добросовестное исполнение ритуалов и правил для мирской жизни;
- бхакти-марга (путь любви) — путь любви, преданности и предания себя на милость Богу.

В вишнуизме предпочтение отдаётся последнему пути, прежде всего бхакти, как сравнительно более лёгкому и дающему бо́льшие шансы на успех. Кроме того, путь бхакти доступен всем, вне зависимости от социального статуса, богатства, образования и интеллекта. В практику бхакти входит повторение или воспевание имён Вишну (джапа, бхаджан или киртан), медитация на его форму (дхарана) и поклонение мурти Вишну (пуджа). Правила поклонения мурти Вишну основываются на текстах «Панчаратры» и различных самхитах.

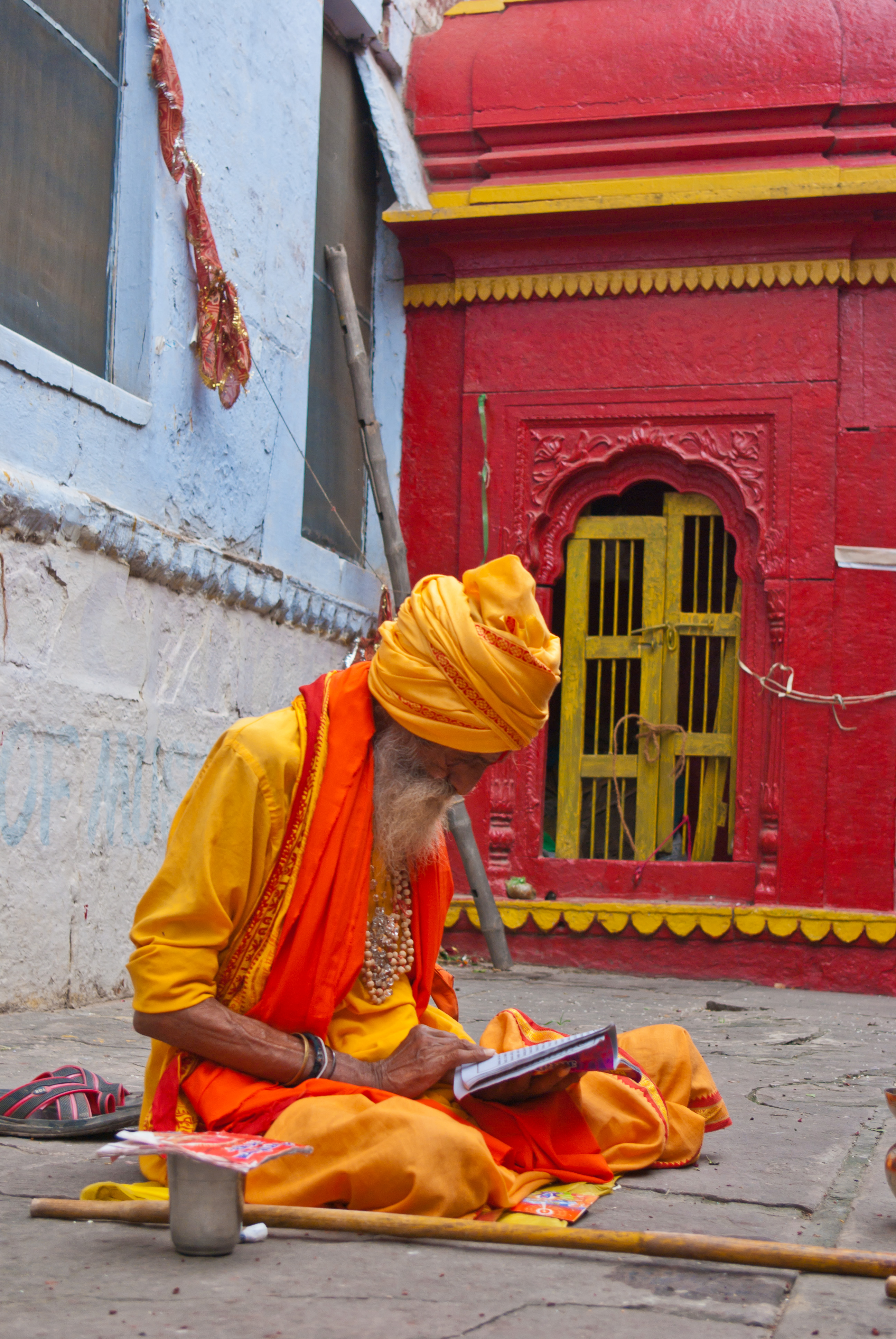
Йога-марга: аскет в Варанаси
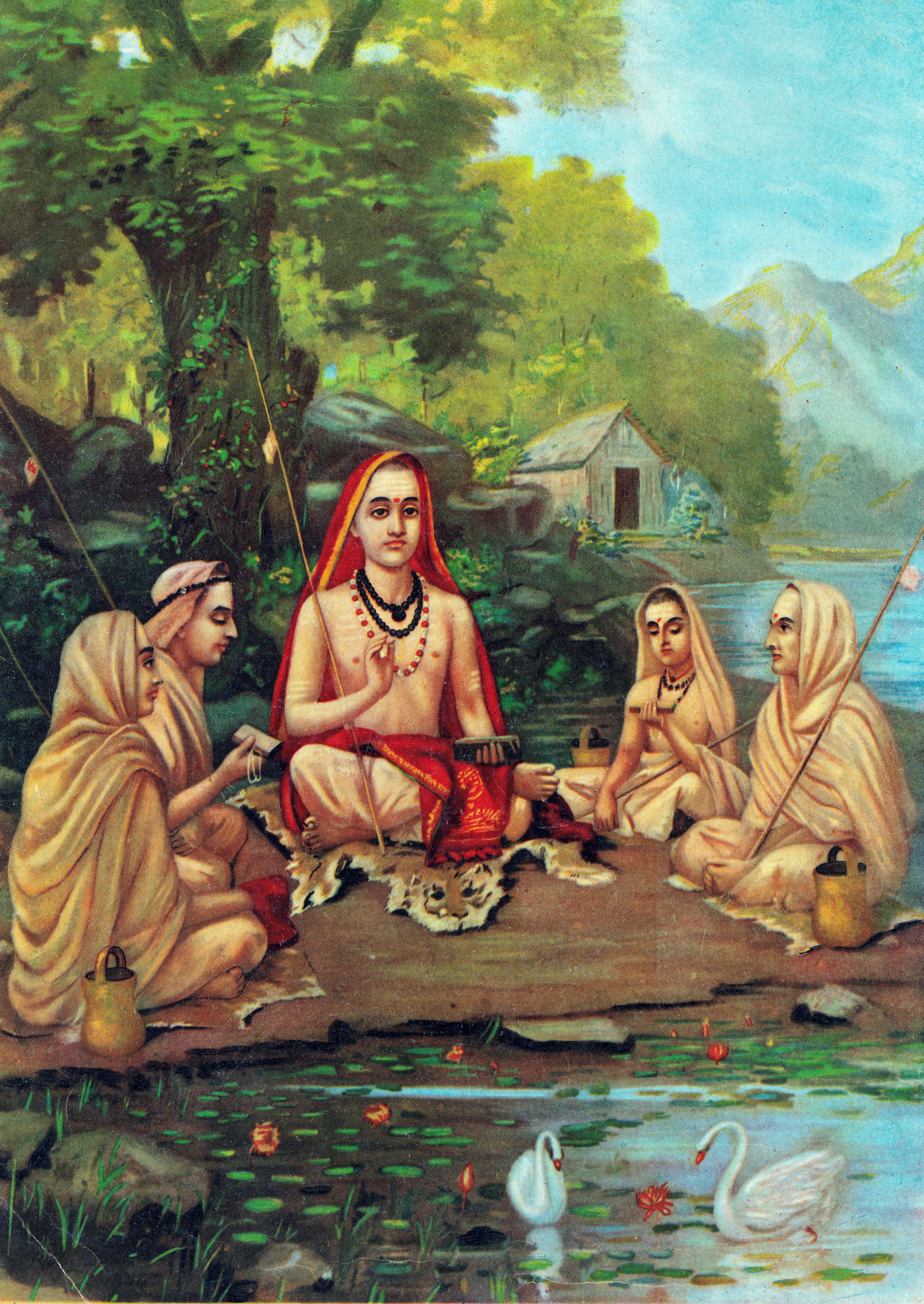
Джняна-марга: проповедь Шанкары
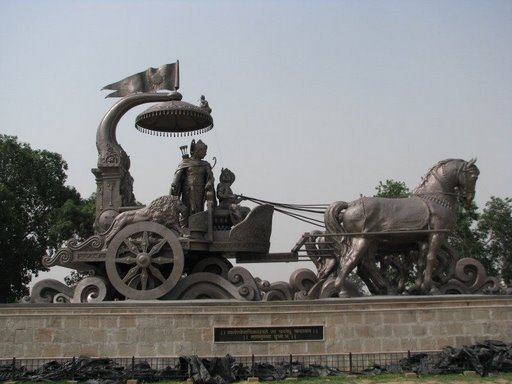
Карма-марга: уроки дхармы Кришны на Курукшетре
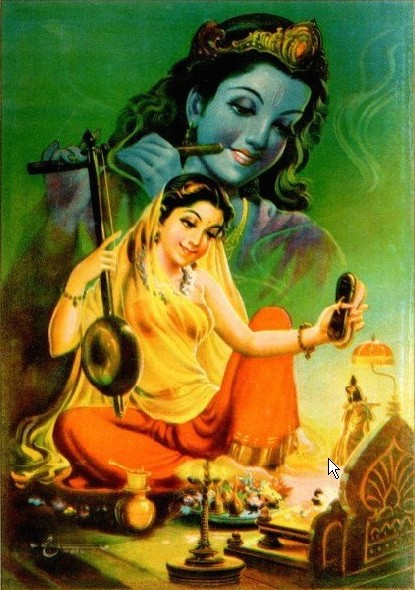
Бхакти-марга: святая женщина Мирабай, образец бхакти

## Ритуальная практика вишнуизма

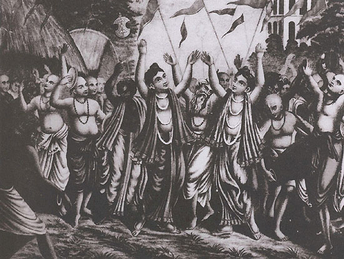
Вишнуитский киртан на улицах средневековой Бенгалии

Религиозная практика вишнуизма чрезвычайно разнообразна. Ритуалы сопровождают все значительные события в жизни вишнуита: зачатие ребёнка, его рождение, наречение имени, посвящение в социальные обязанности его варны, свадьбу, начало и завершение строительства дома, смерть. Задача ритуалов состоит в устранении вредных влияний незримых сил и кармических последствий, привлечение на свою сторону благоприятных сил, а также обретение духовных заслуг. Среди современных вишнуитов строго выполняют все предписания и обряды не более 10 %. Такое необязательное отношение к выполнению обрядов обусловлено тем, что они требуют много времени и усилий. В частности, для полного цикла утренних обрядов нужно не менее трёх часов. Это могут себе позволить либо брахманы, либо глубоко верующие вишнуиты.
Вишнуиты почитают не только Вишну, но и второстепенных богов (как правило, частичные проявления Вишну, например, Дханвантари), эпических героев, мудрецов-риши, которые силой аскезы могут подчинить себе даже богов, а также своих предков (питри). Многочисленные ипостаси Вишну почитаются в посвящённых им храмах и в храмах других божеств (в храмах Шивы иногда присутствуют приделы в честь Вишну), а также в домах, часовнях, в полях и на улицах в открытых святилищах. В честь Вишну устраиваются богослужения с символическими жертвоприношениями (пуджи или яджны). Для предков совершаются поминальные обряды (шраддха), им приносят жертвенную пищу (пинда). Во время обрядов брахманы читают мантры на санскрите. Шудрам разрешено выполнять обряды без произнесения полного текста мантр. Во время совершения ритуалов большое значение придаётся не только действиям, но и психологическому состоянию верующего. Для создания нужного состояния используются мудры, асаны и медитация (дхьяна).

### Санскары: ритуалы жизненного цикла
Обряды делятся на домашние (грихья), совершаемые на имеющемся в каждом доме алтаре, и большие жертвоприношения (шраута). Дома готовится пища для пуджи, которая может предлагаться Вишну самим хозяином или через нанятого им брахмана. Как правило, ежедневную домашнюю пуджу вишнуит — хозяин дома выполняет самостоятельно, без домочадцев. Брахмана приглашают для проведения особых жертвоприношений (в частности, Сатья-Нараяна-махапуджа). Главными домашними обрядами считаются 16 ритуалов (санскар): гарбхадхана (акт зачатия, перед которым молятся о даровании праведного, здорового и благополучного ребёнка), пумсавана (на третьем месяце беременности для обеспечения рождения мальчика), симантоннаяна (на четвёртом месяце беременности для гармоничного развития плода, защиты матери и будущего ребёнка), джатакарма (празднование рождения ребёнка), намакарана (наречение имени), нишкрамана (первый выход ребёнка за стены дома), аннапрашана (на 6 месяце ребёнка первая рисовая пища), чудакарана (первая стрижка детских волос), карнаведха (прокалывание ушей), видьярамбха (начало изучения грамоты), ведарамбха (начало изучения Вед и упанишад), кешанта (первое бритьё растительности на лице у мужчин), самавартана (окончание изучения Вед и периода ученика), упанаяна (посвящение в варну, для брахманов — получения священного шнура упавиты), виваха (свадьба), антьешти (похороны).

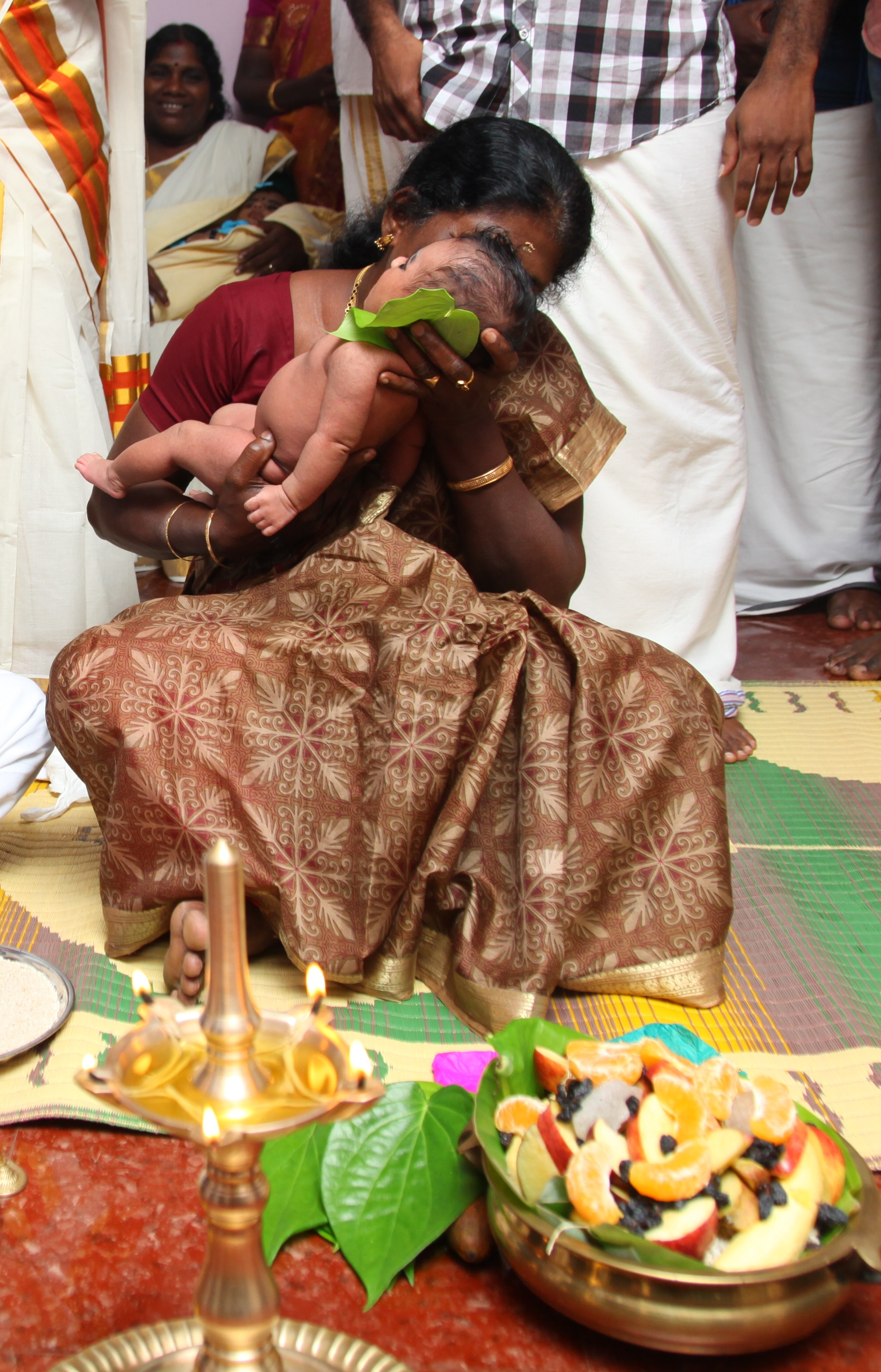
Намакарана: наречение имени
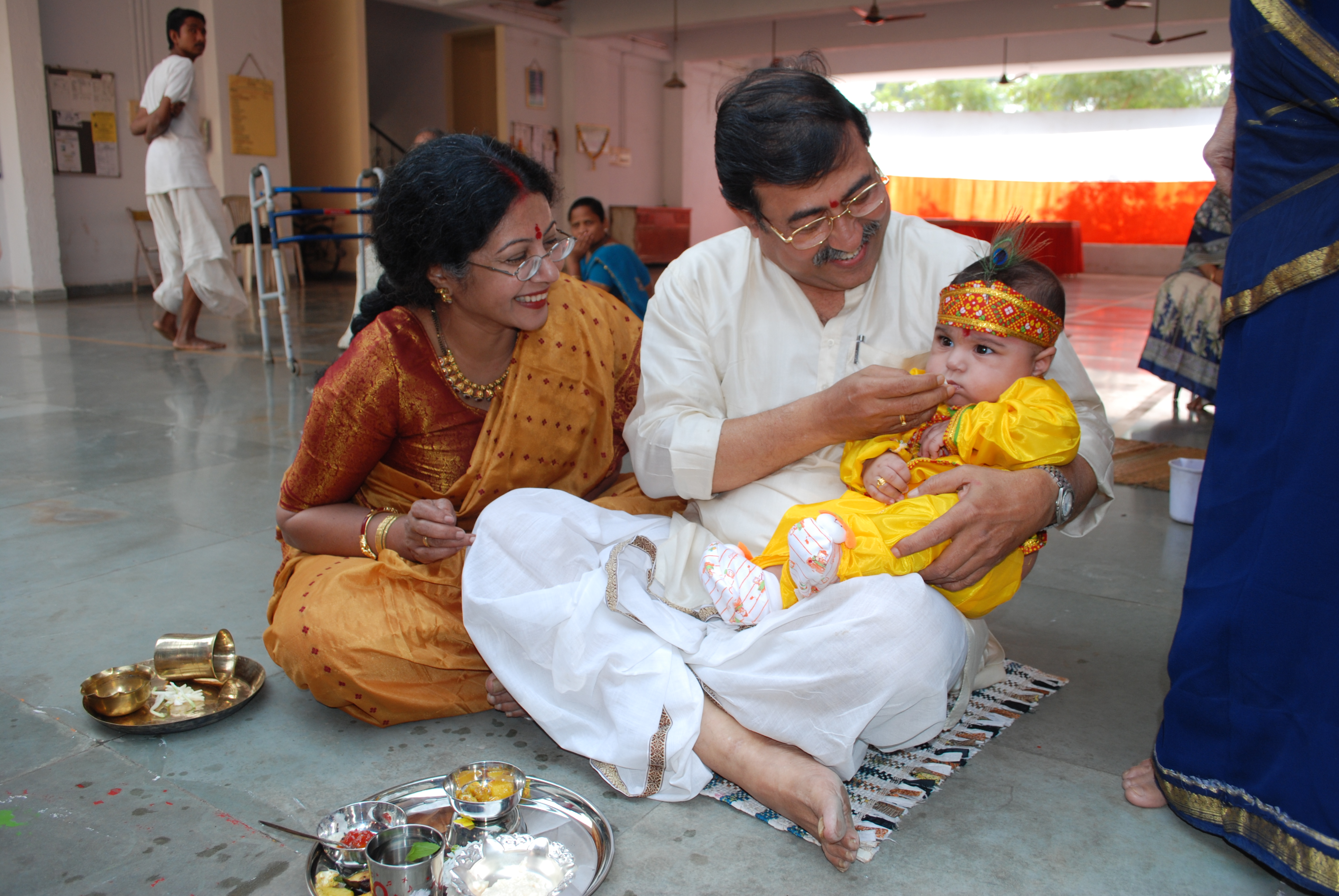
Аннапрашана: первая рисовая пища
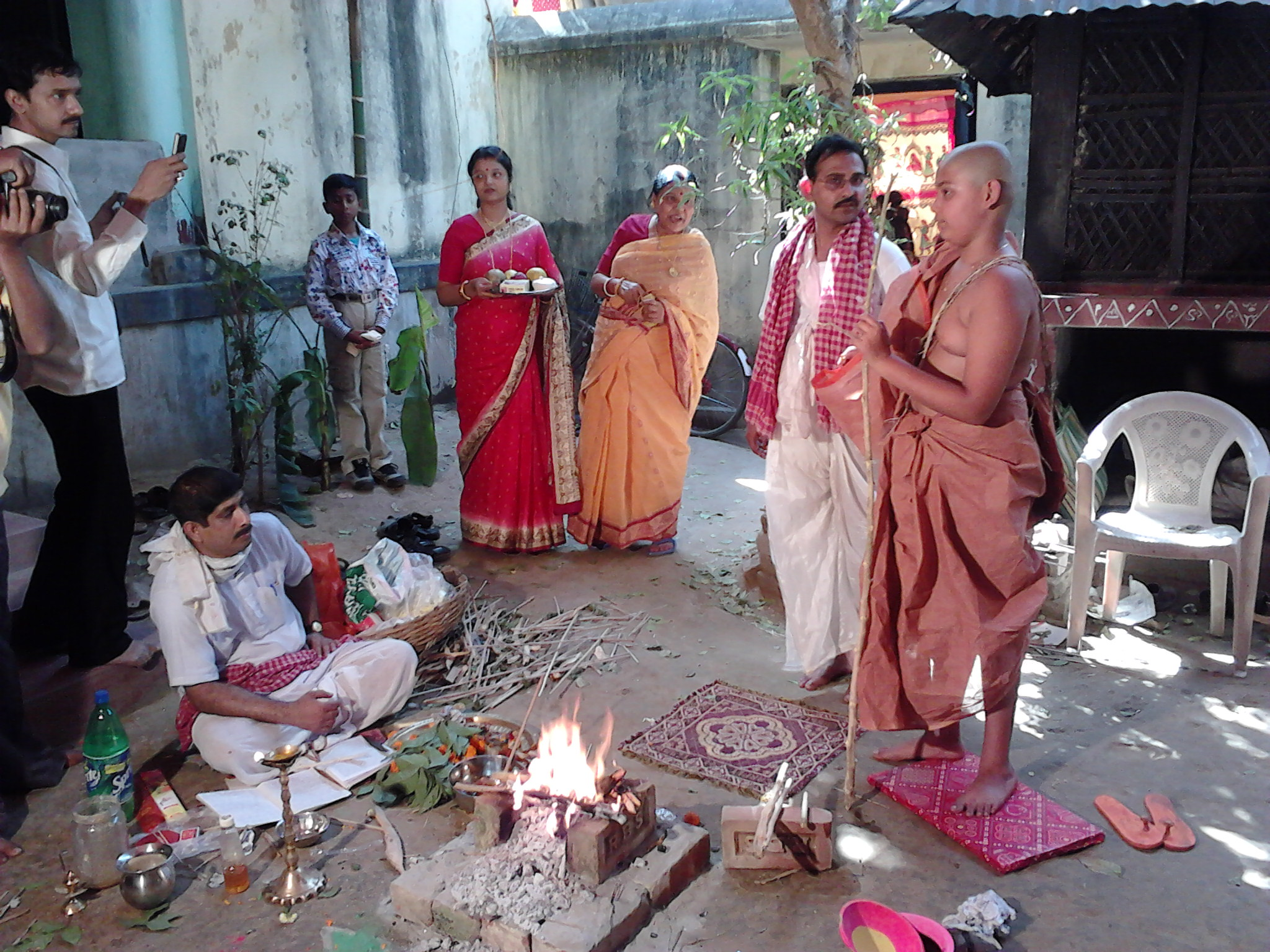
Упанаяна: получение шнура брахмана
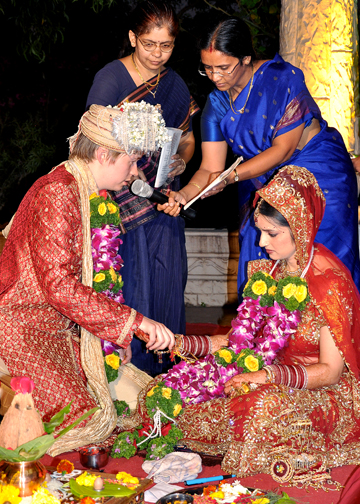
Виваха: свадьба
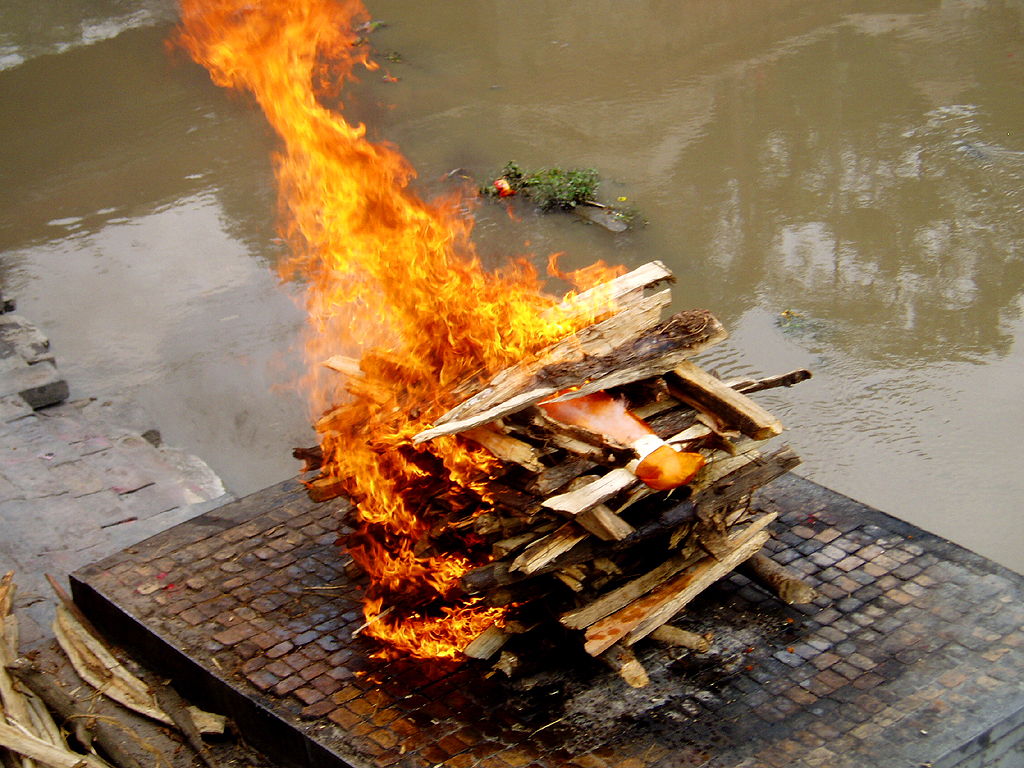
Последняя санскара: антьешти (похороны)

### Посвящение

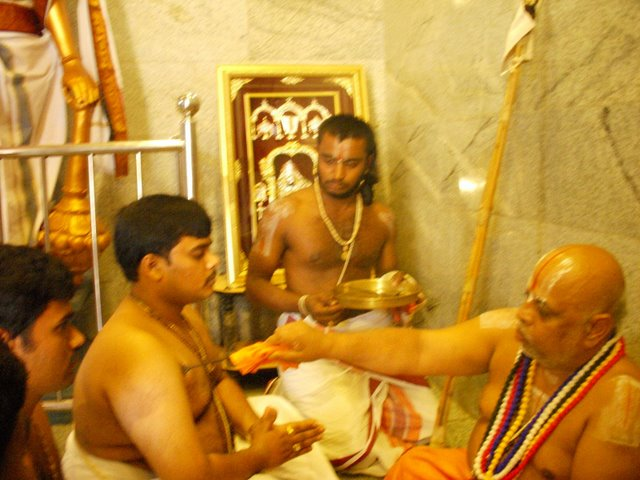
Дикша в шри-вайшнавизме: гуру ставит отпечаток Сударшаны на плече

Молодые или начинающие вишнуиты получают духовное посвящение или инициацию (дикша) от духовного учителя (ачарьи, гуру) по линии преемственности. Дикша предваряет вхождение в сампрадаю, а также жизнь санньяси. Это очень важный шаг для индусов, получение посвящения подразумевает пожизненную приверженность традициям сообщества сампрадаи. Обычно посвящение состоит из ряда ритуалов, в число которых, в частности, входят полный разбор жизни кандидата, символическая самокремация, получение нового имени и передача «тайной» мантры. Дикша-гуру должен входить в признанную линию преемственности учителей (гуру-парампара) и оставаться в контакте с теми, кому он дал посвящение.
Учитель занимается обучением учеников вишнуитской философии и практике, а также выступает личным примером для подражания. В ряде традиций любовь учителя позволяет обрести освобождение. Как отмечалось, ученик получает определённую мантру, которую он должен повторять, как про себя, так и вслух, для сосредоточения ума на образе Вишну или одной из его аватар. Повторение мантры (например, «ОМ Намо Вишнуве», «ОМ Намо Нараяная», «ОМ Вишнаве Намаха») называется «джапа». Мантра часто воспроизводится с использованием чёток (малы), которые у вишнуитов состоят из дерева туласи. Мантра исполняется вслух произвольно, неслышно, шёпотом или только в уме. Считается, что в ходе повторения имени Бога ум преданного сливается с Вишну.
В ряде вишнуитских традиций посвящение включает в себя обряд «самашраяна». Кандидат проходит через очистительную церемонию, после которой на теле последователя прижигаются рисунки с символами Вишну (Сударшаны и шанкхи, в некоторых традициях ворота Вайкунтхи). В шри-вайшнавизме ритуал проводится только один раз в жизни во время инициации, когда учитель посвящает ученика в мантру. Однако в Мадхва-сампрадае отпечаток Сударшаны на теле может проставляться в рамках ритуала «тапта мудра дхарана» (англ. Tapta Mudra Dharana) неограниченное число раз. Ритуал проводится в день шаяни-экадаши, или одиннадцатый лунный день месяца ашадхи (июнь — июль). Металлические штемпели из золота, серебра или меди с изображением атрибутов Вишну нагреваются на углях в ходе хомы (яджны). Затем ими прижигают некоторые участки тела, после чего на коже остаётся узор от ожога. Взрослым мужчинам отпечатки атрибутов могут проставляться в пяти местах на руках и груди. Женщинам и детям они ставятся только два раза на руках. «Тапта мудра дхарана» пользуется среди верующих индусов популярностью и проводится санньяси из Мадхва-сампрадаи в храмах Кришны ежегодно. В Индии считается, что ритуал оказывает положительное влияние на нервную систему и активирует чакры.

### Упасана

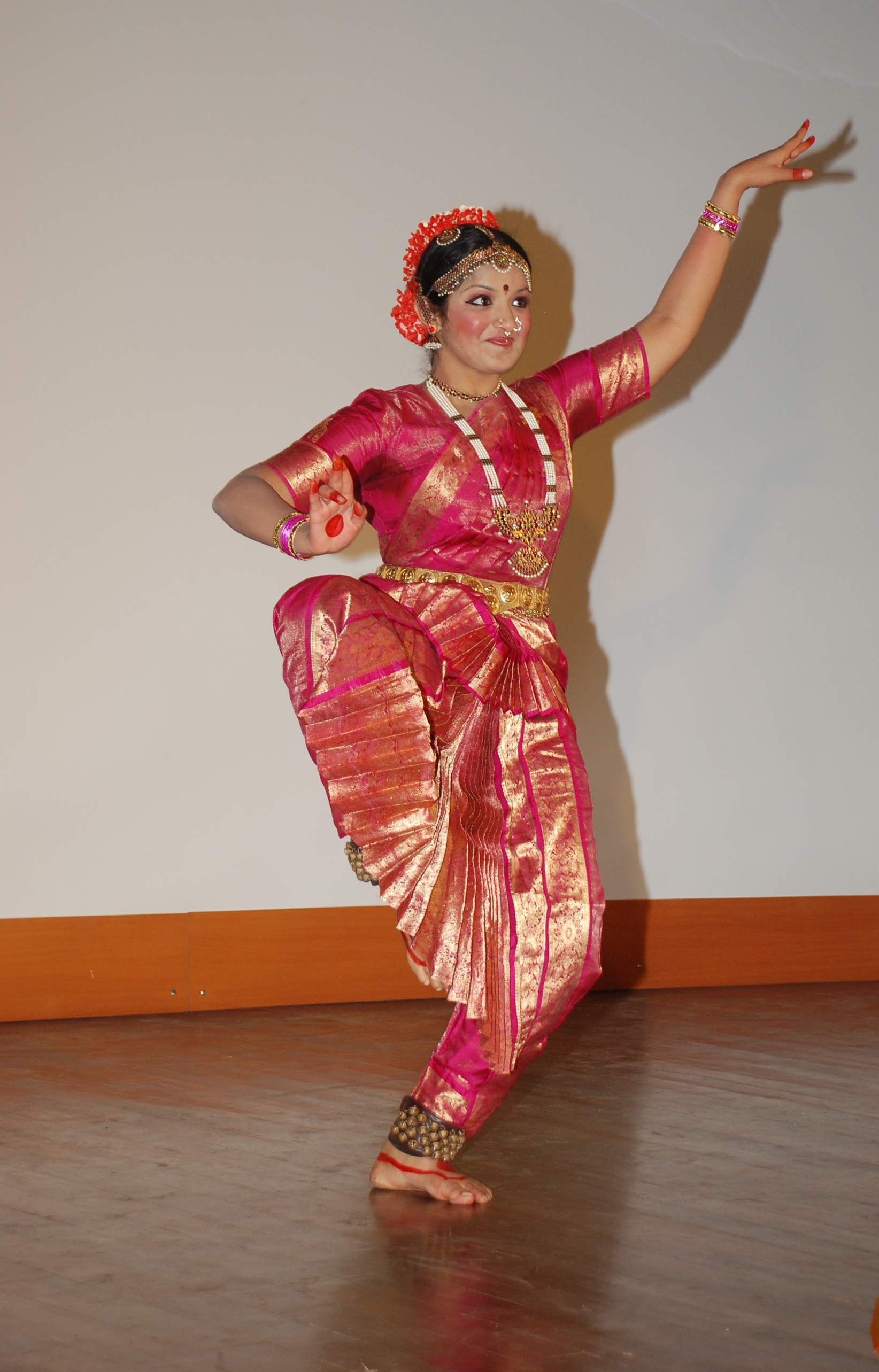
Упасана в классическом танце, Индия

Религиозное поклонение («упасана») состоит из большого числа обрядов и практик, включая яджну и пуджу. Их исполнение зависит от конкретных вишнуитских традиций, которые складывались на протяжении веков. В ведийские времена главной формой поклонения Вишну была яджна. Для огненного жертвоприношения предлагалось большое число объектов, от сотен голов крупного рогатого скота и лошадей до вязанки дров. В настоящее время ритуальное поклонение представлено в основном подношениями или дарами Вишну. Это могут быть цветы, фрукты и благовония. Их предлагают как в формальной ритуальной, так и неформальной личной обстановке. «Упасаной» стали называть не только все внешние формы ритуального поклонения, но и внутренние действия, например, медитацию или прапатти. Между формами поклонения существуют различия. Часть из них являются обязательными (нитья), часть — необязательными (наймиттика).

### Пуджа

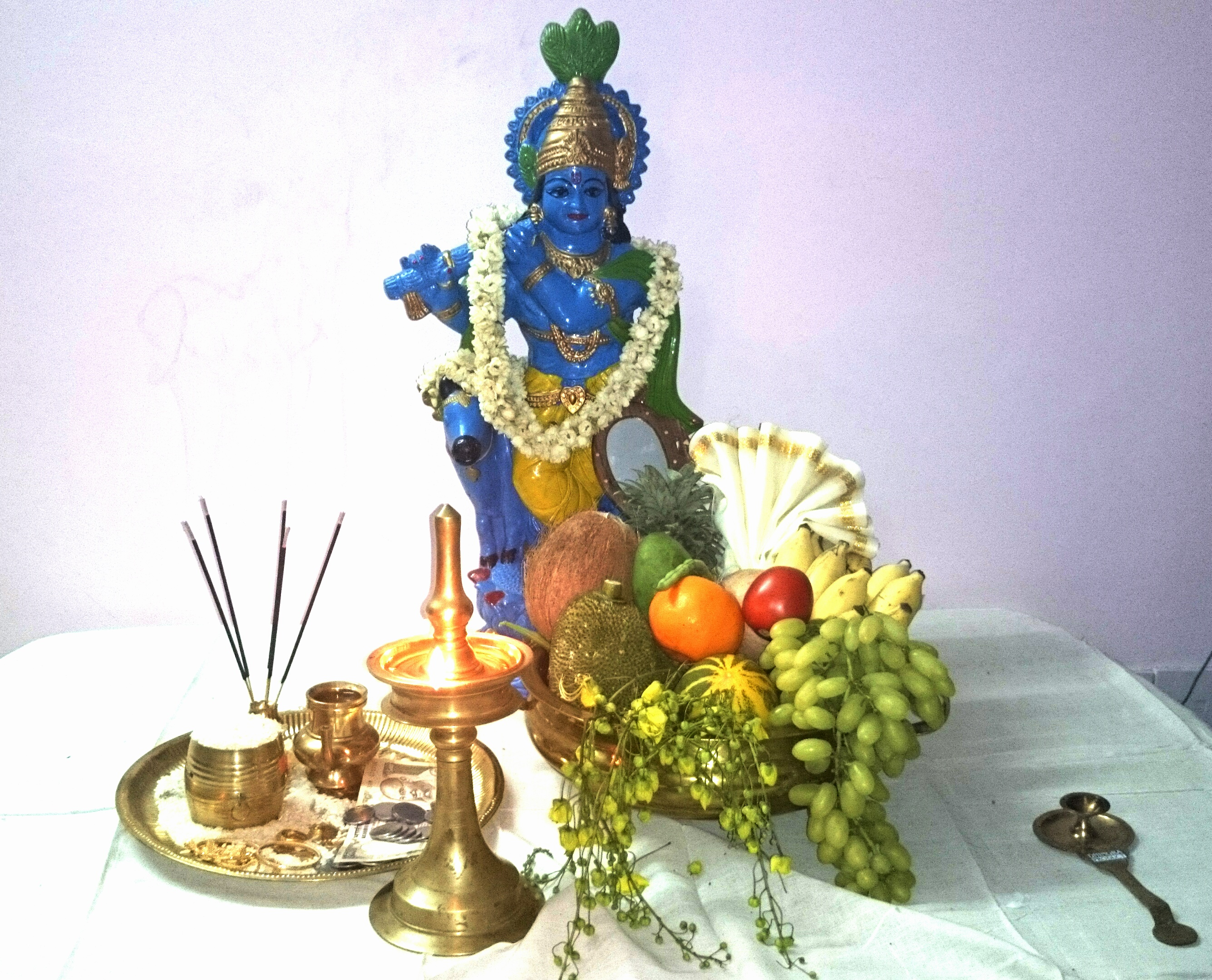
Домашняя пуджа Кришне

Храмы могут принадлежать как вишнуитской общине, так и отдельным домовладельцам-меценатам. В общинных храмах пуджи совершаются шесть раз в день. Их цель состоит в продвижение вишнуита по пути освобождения (мокша). Прежде чем начать богослужение, брахманы сначала отождествляют себя с Высшей сущностью, затем приглашают Вишну войти в священное изображение, или мурти. Упорядоченная последовательность действий, совершаемых во время ритуального служения, регламентирована и называется «упачара» («услуга» или «вежливость»). Ритуальные обряды многочисленны и отчасти воспроизводят придворные ритуалы. Господу предлагают трон, воду для омовения рук и ног, одежду, цветочные гирлянды, благовония, цветы и другие подношения.
В каждой сампрадае разработаны собственные правила проведения пуджи, обязательные для её членов. Пуджа является одновременно актом преданности вишнуита божеству и способом обретения его милости (благословения). Ежедневная домашняя пуджа представляет собой сокращённую версию грандиозной церемонии, проводимой в храмах, особенно в праздничные дни. Пуджа состоит как минимум из шестнадцати действий. К ним относятся приглашение божества; предложение ему места (мурти для нисхождения); приветствие; омовение стоп; предложение воды для полоскания рта и рук, а также воды для питья и воды, смешанной с мёдом; купание или осыпание (цветами); одевание; предложение ароматических масел; предложение пищи; поднесение цветов; окуривание благовониями; освящение горящей лампой; простирание и ритуальный обход вокруг; прощание.

## Храмовое и домашнее поклонение

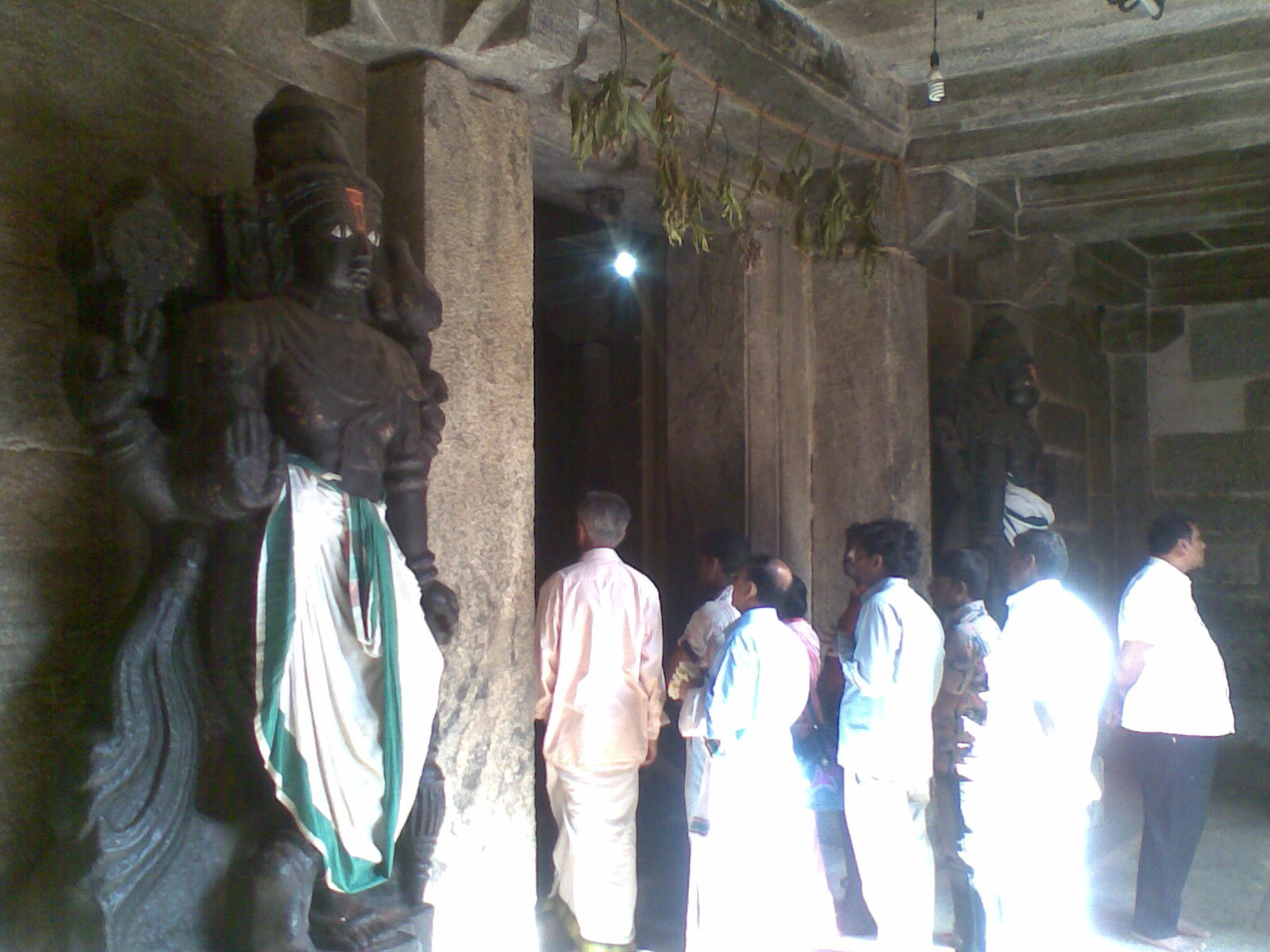
Паломники на входе в храм Шри Ранганатхасвами в Шрирангапатне

Мурти Вишну устанавливаются как в храмах, так и дома. Храмы обслуживает большое число вишнуитов, включая не только брахманов, но и вспомогательный персонал — садовников, музыкантов, танцоров, поваров, уборщиков, художников, артистов. В частности, повара готовят прасад для раздачи его посетителям после предложения богу, музыканты играют на традиционных инструментах, а артисты поют гимны Вишну. Согласно традиции за крупные храмовые комплексы отвечает несколько состоятельных семей, в обязанности которых входят содержание храма, брахманов и храмовое служение. Семейная ответственность передаётся из поколения в поколение.
Храмы проектируются согласно правилам, заложенным в Агамах. На земле они должны олицетворять Вайкунтху со всеми необходимыми атрибутами и жителями мира Вишну. В храмах предусмотрены приделы, или небольшие святилища, в честь других богов или спутников Вишну — например, малых или вспомогательных мурти бога, его супруги Лакшми, Вишваксены, Гаруды, небожителей.
В домашнем почитании Вишну рассматривается как истинный хозяин дома, а члены семьи считаются его временными жильцами. В крупных жилищах алтарь Вишну занимает центральную часть дома, вокруг него располагаются жилые помещения, кухня и кладовые. Ежедневно для Вишну проводятся ритуалы, включая домашние пуджи.
Между Вишну и его преданными культивируются несколько типов взаимоотношений. Это могут быть отношения между матерью и ребёнком, учителем и учеником, супругами, друзьями. Обе стороны в отношениях неразрывно связаны. В доме устанавливается изображение, или мурти Вишну, соответствующее выбранному личному отношению. Рядом с ним размещается супруга Лакшми, она участвует в отношениях между Вишну и вишнуитами как мать, которая обращается к отцу от имени своих детей. Семейное мурти унаследуется следующим поколением в семье или роду.
Отношения культивируются за счёт нескольких духовных практик. К наиболее популярным относятся шраванам, ванданам, харинама, смаранам, севанам:
- Шраванам представляет собой слушание о боге: божественных бесед, священных писаний о славе Вишну, рассказов о боге (прежде всего «Рамаяны» и «Бхагавата-пураны»). Популярны также лекции по «Бхагавадгите», которые описывают сущность вишнуизма. Считается, что шраванам отражает первую ступень преданности богу.
- Ванданам представляет собой молитвенное простирание, приветственное преклонение перед богом или его изображением. Оно символизирует смиренный отказ от собственного эго. Вишну предлагаются в виде условной жертвы пять органов чувств и пять органов действия. В простой форме ванданам выражается в приветственной намаскаре, где ладони сложены вместе.

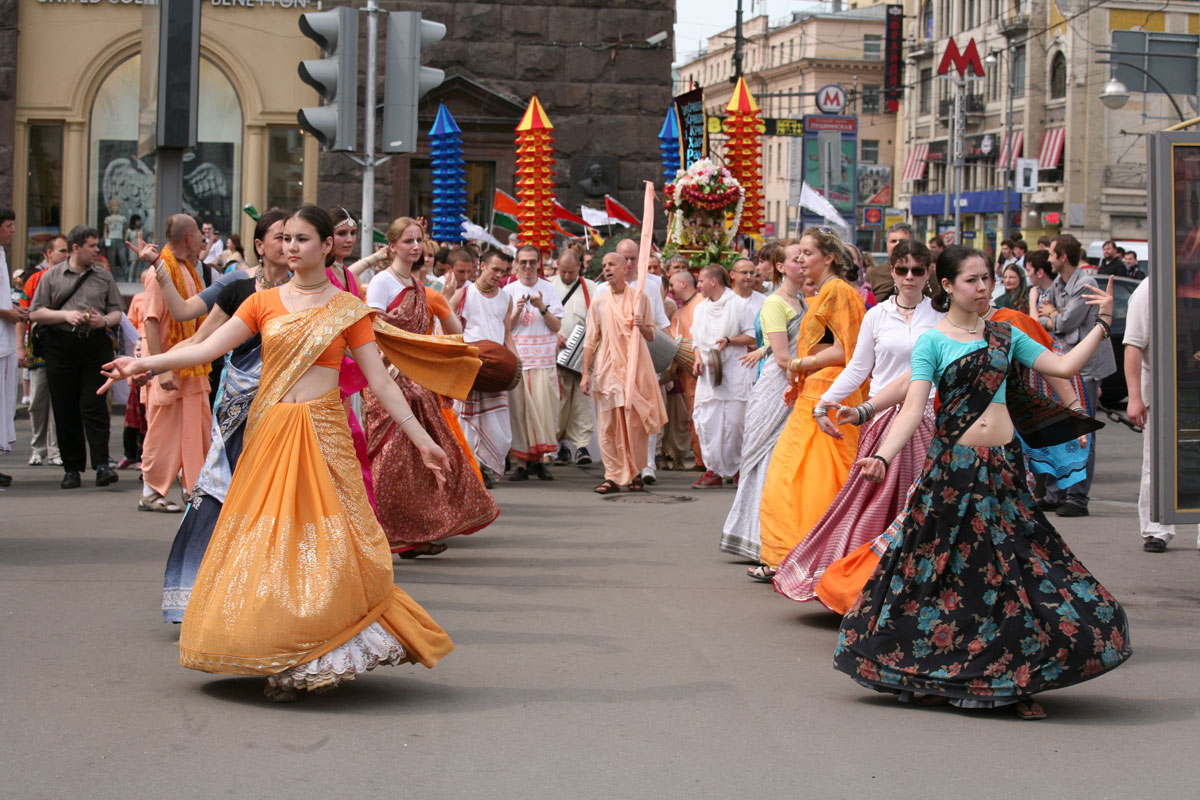
Харинама российских кришнаитов (ИСККОН) в Москве

- Харинама представляет собой воспевание имён или хвалы богу. В храмах или в местах скопления людей вишнуиты собираются вместе и поют священные песнопения, бхаджаны и киртаны, в которых описываются качества и атрибуты Вишну, подвиги аватар и проявления его милости. Песнопения могут быть на санскрите (например, поэма Бхаттатири под названием «Нараяниям») или на местном индийском языке (гимны святых альваров на тамильском).
- Смаранам представляет собой неустанное памятование бога и повторение имени Вишну. Как правило, повторяют определённое число оборотов на мале (чётках) или 108 имён (джапа). К смаранам относят повторение «Нараяна-Нараяна», «Харе Рама», маха-мантры («Харе Кришна…»), «Ом Намо Бхагавате Васудевая» и других. Приветствуя друг друга, вишнуиты поминают бога: «Хари Бол», «Радхе-Шьям», «Джей Шри Кришна», «Джей Шри Рама», «Джей Шриман Нараяна». Эти приветствия делают Вишну неотъемлемой частью жизни вишнуитов, они сохраняют сосредоточение ума на божественном образе.
- Севанам, или сева, представляет собой служение богу напрямую или опосредованно — его преданным. Служение осуществляется нуждающимся людям, как словно оно предназначалось для самого Вишну. Исполняющий служение называется «севадал». Сева также проводится по отношению к мурти. Образ Вишну пробуждается от сна, омывается, умащивается маслом, украшается цветами, одеждами и ювелирными изделиями, ему предлагается специально приготовленная пища, а также напитки, песни и танцы. Личное служение мурти Вишну формирует персонифицированное отношение к богу.

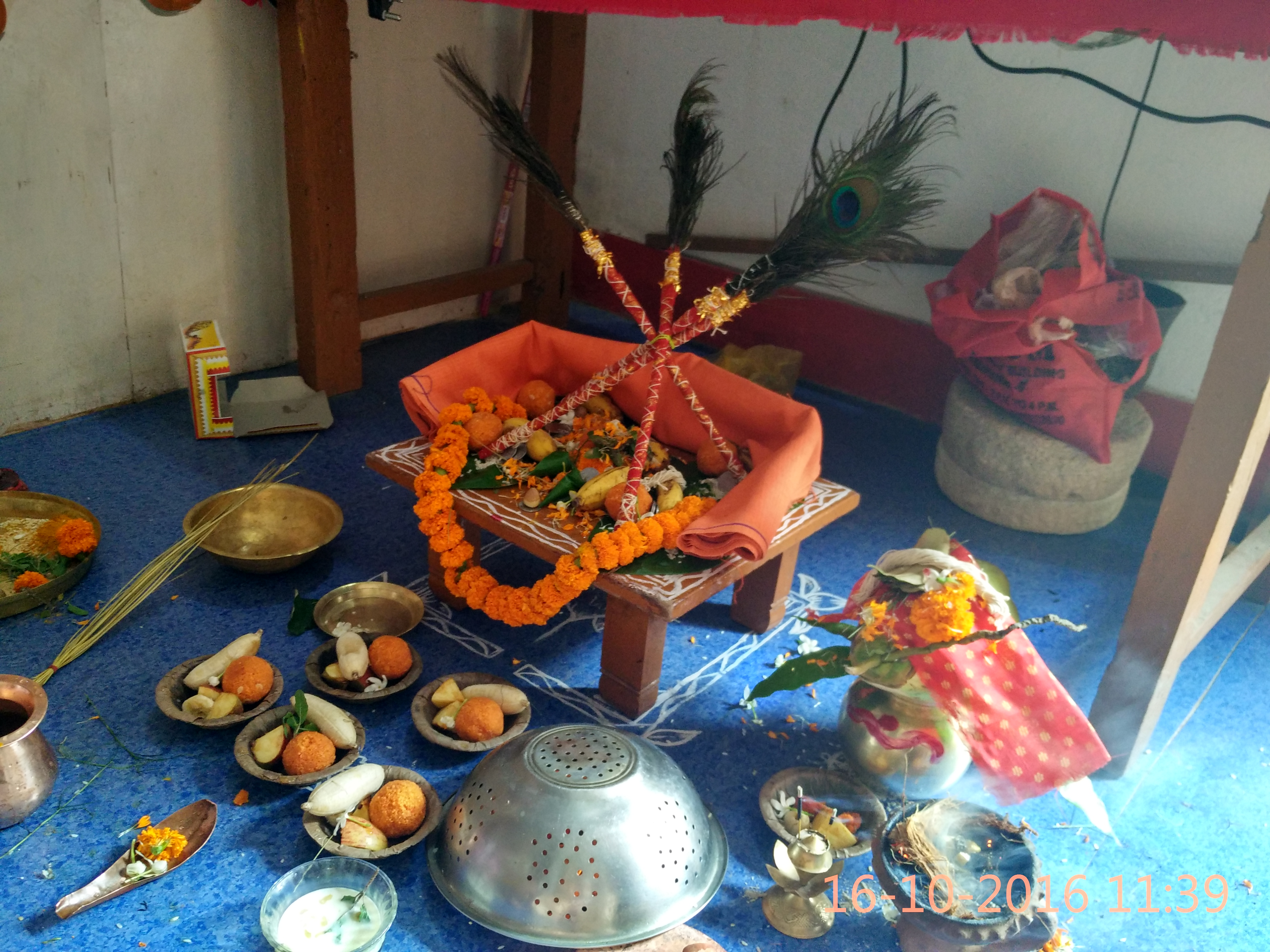
Приготовления к Сатья-Нараяна-пудже

Помимо самостоятельного ежедневного служения вишнуиты проводят дома специальную Сатья-Нараяна-махапуджу (Satya-Narayana Mahapuja). В тот день в дом приглашается опытный брахман для проведения ритуала. Образ Вишну устанавливается на пьедестале, украшенном цветами и листьями. В ходе пуджи Вишну предлагаются подношения пищи и напитков, туласи, а также воспеваются его 1000 имён (Вишну-сахасранама). Пуджа проводится супружескими парами и часто предназначена для обретения милости бога или проводится в благодарность за его благословение.
Церемониальное служение Вишну в храмах на порядок сложнее, чем в домашних условиях. Брахман или пуджари должен следовать правилам и рекомендациям, изложенным в текстах Агамы. В особые фестивальные дни мурти вывозится из храма для участия в многолюдной процессии по городу. Крупные торжества проводятся в «дни рождения» аватар Вишну или в дни побед его земных воплощений.
Остатки древнего ритуального храмового поклонения Вишну сохранились в секте вайкханаса. Члены её небольшого сообщества, брахманы Южной Индии, не принимают современной теологии и практики вишнуизма, предпочитая огненные ритуалы яджны, практиковавшиеся в ведийские времена. Индологи относят вайкханасу либо к вишнуитским сектам, либо к традиции шри-вайшнавизма. Однако сами последователи вайкханасы не признают своими учителями ни альваров, ни Рамануджу.

## Праздники

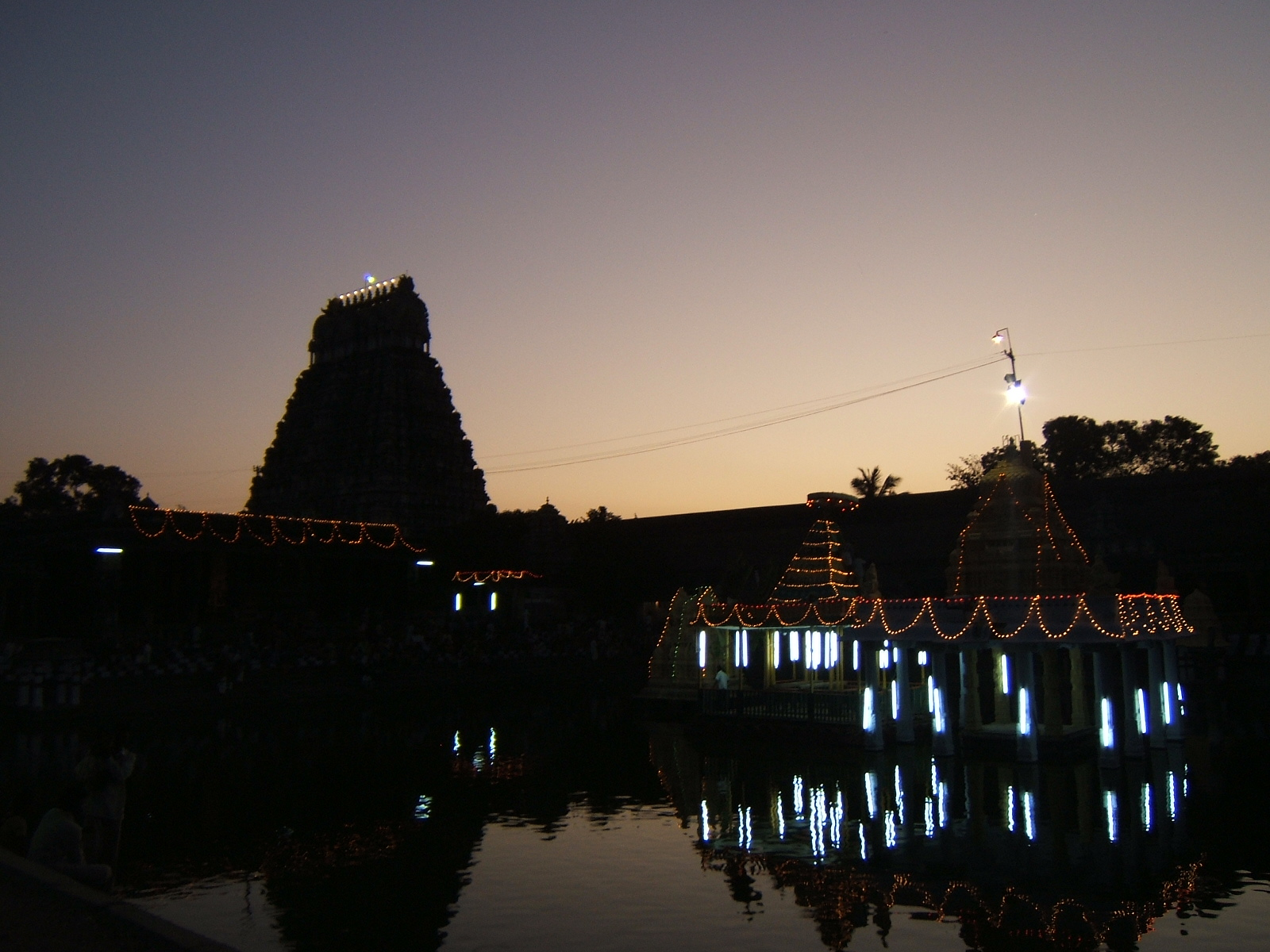
Вишнуитский фестиваль в храме Варадараджа в Канчипураме

В вишнуизме отмечается большое число праздников. Они делятся на общеиндийские, местные, конфессиональные (проводимые членами отдельно взятой традиции, школы или общины) и семейные. Большую популярность имеют праздники местных храмов, которые привлекают миллионы посетителей в места паломничества, например, «ратха-ятра» в честь Джаганнатха. Праздники связаны с мифологическими сюжетами, а также с древними земледельческими культами. Они представляют собой фестивали и включают шествия, храмовые ритуалы, песнопения, театральные представления и танцы. Время проведения праздников определяется преимущественно по лунному календарю. Наиболее известными являются Холи, Кришна-джаянти, Дивали и Понгал. Холи отмечают в феврале или марте в течение трёх дней в честь сына Вишну, бога любви Камы. Некоторые индологи связывают его с победой Кришны над демонами. На Холи празднующие обсыпают друг друга разноцветными порошками и поливают окрашенной водой. Кришна-джаянти, или Кришна-джанмаштами, проводится в день рождения Кришны в июле — августе. По преданию, Кришна родился в тюрьме Матхуры, где были заточены его родители. Кришна-джаянти отмечается как национальный праздник в Индии. Дивали (праздник огней) отмечается в день новолуния в течение пяти дней в октябре — начале ноября. В одних штатах Индии его связывают с восшествием аватары Рамы на престол Айодхьи, в других — с супругой Вишну, Лакшми. Праздник знаменует окончание сезона дождей и начало зимы. Символом праздника является огонь, поэтому в домах зажигают разноцветные огни и глиняные лампы, а на улице устраивают фейерверки. Понгал («рис, сваренный в горшках») отмечается на юге Индии. Праздник посвящён сбору урожая и длится три дня в середине января.

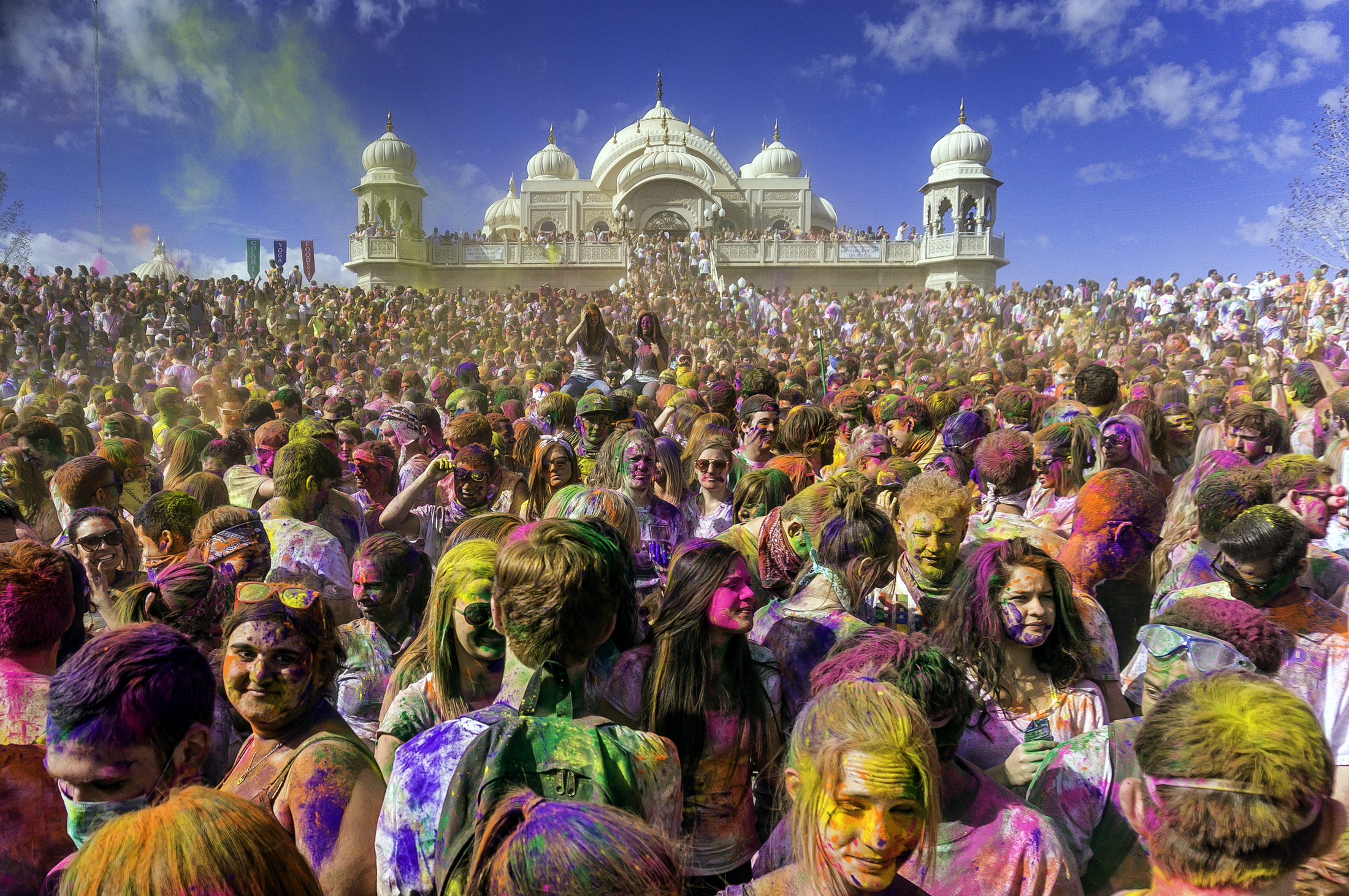
Холи: праздник красок
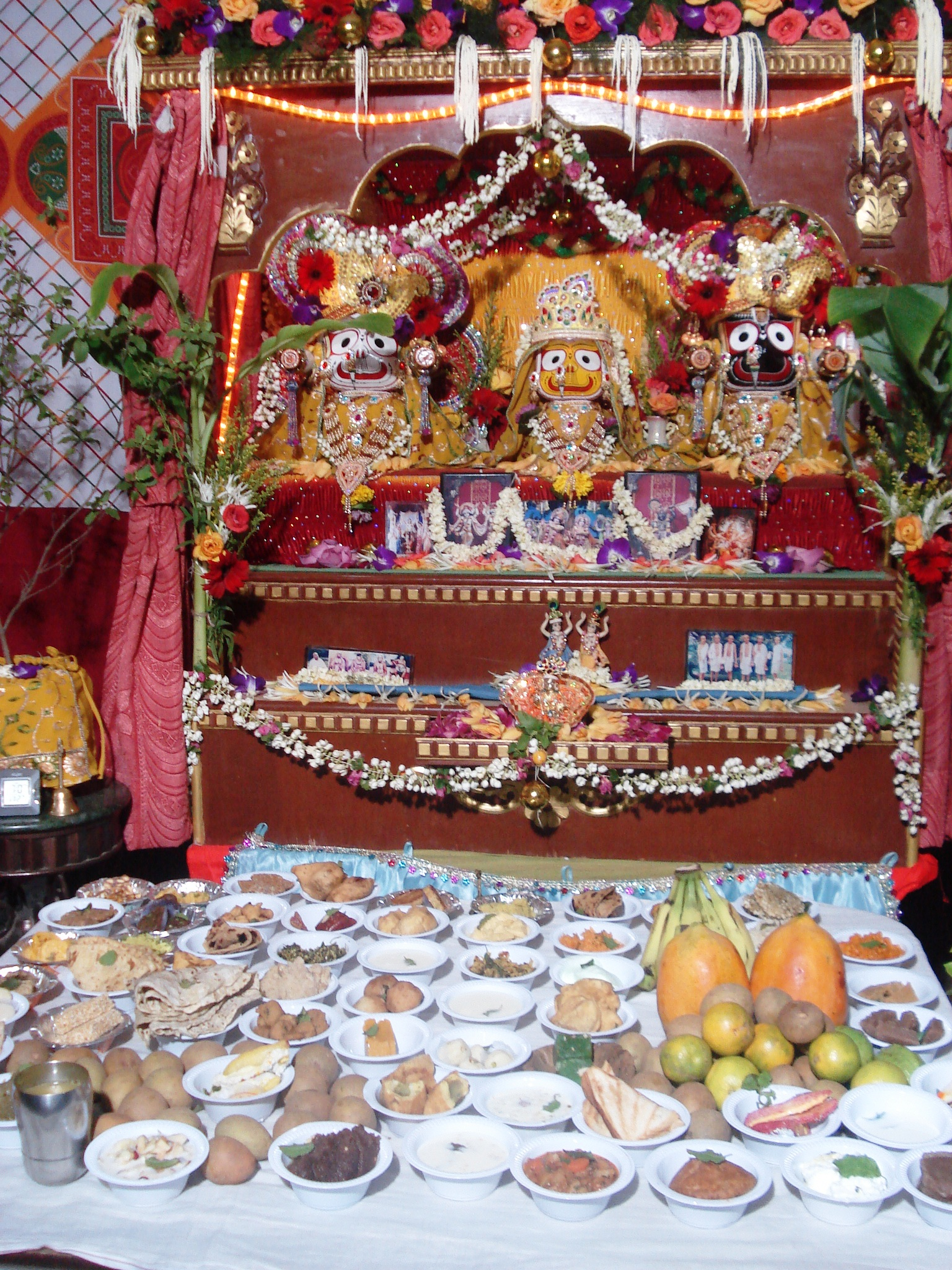
Кришна-джанмаштами: пуджа в честь Джаганнатхи
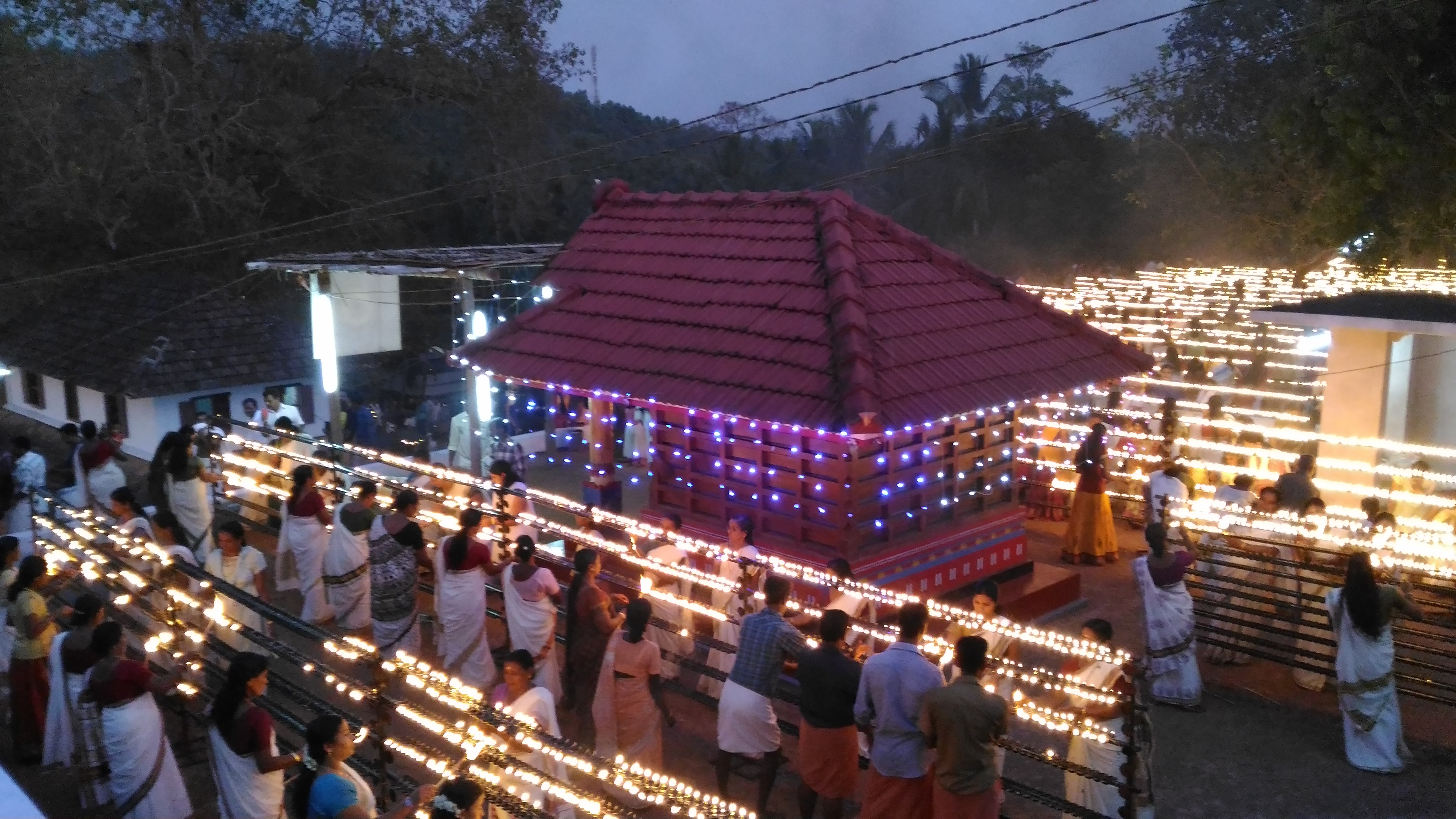
Дивали: ночь праздника огней
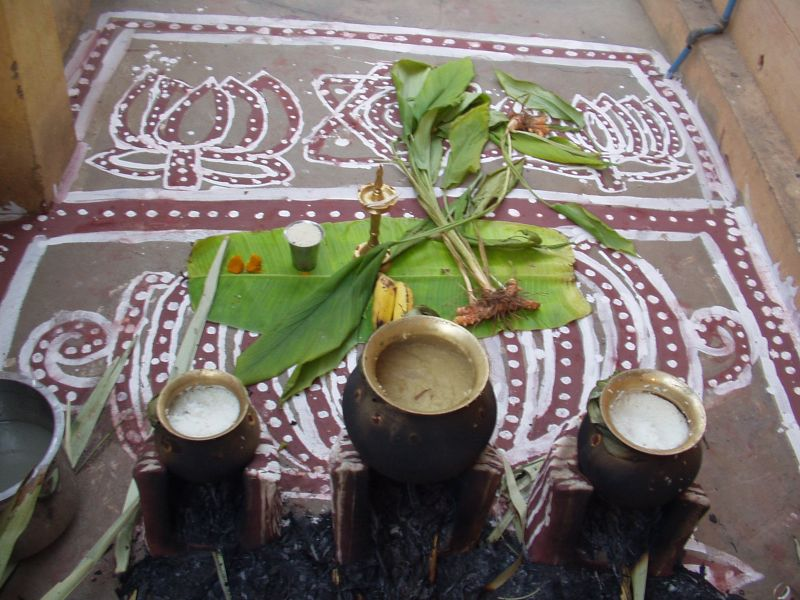
Понгал: горшочки с рисом
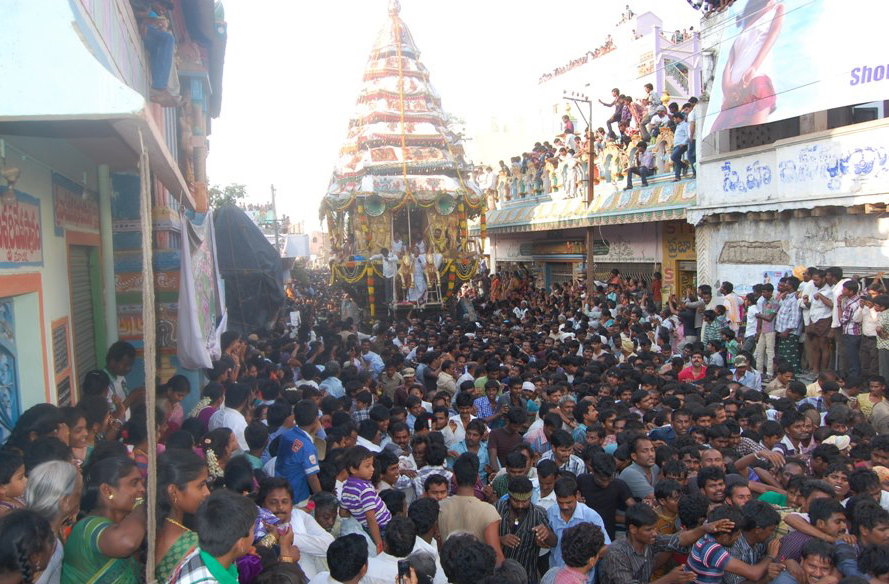
Брахмотсавам: фестивальная процессия с Вишну и Лакшми в колеснице

Ежегодные фестивали проводятся в память о свершениях Вишну и деяниях его аватар:
| Название                                                        | Время проведение                                                                                       | Содержание |
| --------------------------------------------------------------- | --- | --- |
| Чатурмасья (Chaturmasya)                                        | Каждая треть года: в начале времени года (весна, сезон дождей и осень)                                 | В дни праздника соблюдают пост, купаются в священных реках и принимают участие в многолюдных ритуалах |
| Туласи-вивах (Tulsi Vivah)                                      | Конец сезон дождей и начало свадебного сезона в индуизме                                               | Церемониальная свадьба Туласи с шалаграмой, мурти Вишну или его аватары Кришны |
| Картика-пурнима (Kartika Purnima) или Дева-дивали (Deva-Diwali) | День пурнима (полнолуние) или пятнадцатый лунный день месяца картика (ноябрь — декабрь)                | После свадьбы Туласи Господь спустился на землю в форме аватары Матсья. Молитвы и религиозные ритуалы, включая пуджу в честь Вишну и Харихары |
| Датта-джаянти (Datta Jayanti)                                   | День полнолуния месяца маргаширша (аграхаяна) в соответствии с индийским календарём (декабрь — январь) | День рождения Даттатрейи (Датты), объединяющего троицу Брахма-Вишну-Шива. Поклонение Даттатрейе как божественному учителю |
| Макара-санкранти (Makar Sankranti)                              | День зимнего солнцестояния                                                                             | Праздник урожая, омовение в священных реках, поклонение Сурья-Нараяне, предложение Вишну первых плодов нового урожая |
| Холи (Holi)                                                     | Начало весны, праздник длится два-три дня в конце февраля — начале марта                               | День весны или фестиваль красок, чучело противницы Прахлады, демоницы Холики, сжигают на праздничном костре. Праздник любви, радости и цветов |
| Рамнавами (Rama Navami)                                         | Девятый день фестиваля Наваратри                                                                       | День явления аватары Рамы, годовщина свадьбы Рамы и Ситы. Чтение «Рамаяны», пение во славу Рамы, Ситы и Ханумана, пуджа, пост и омовение в реке Сараю |
| Акшая-тритья (Akshaya Tritiya)                                  | Третий день вайшакхи (апрель — май)                                                                    | День рождения аватары Парашурамы. Молитвы, покупка дорогих вещей, раздача сока сахарного тростника и праздничных продуктов |
| Нагапанчами (Naga Panchami)                                     | Пятый день после амавасьи месяца шравана (июль — август)                                               | День победы Кришны над змеем Калией. Также день Ананта-Шеши: поклонение живым змеям или их изображениям (предложение молока) |
| Нарали-пурнима                                                  | Ночь полнолуния месяца шравана (июль — август)                                                         | Начало промыслового сезона в море. Благодарность Варуне за то, что он создал мост, позволивший Раме добраться до острова Ланка. День рождения Баларамы, старшего брата Кришны |
| Восьмой день убывающей луны (Кришна-пакша) месяца шравана       | День рождения Кришны. Почитается образ Бала-Кришны, читается «Бхагавата-пурана».                       | |
| Виджаядашами или Дашара                                         | Десятый день светлой половины месяца ашвина                                                            | Победа добра (Рамы) над злом (Равана), также победа Шакти над демоном Махишасурой. Театральные постановки, чтение «Рамаяны», сжигание чучела Раваны |
| Брахмотсавам                                                    | Празднуется в течение девяти дней месяца ашвина (с сентября по октябрь)                                | Праздник проводится в честь бога Брахмы, спустившегося на Землю для поклонения Вишну в образе Венкатешвары. |
| Дивали (Diwali) или Дипавали                                    | С 27 числа месяца ашвина до 2 дня месяца картика (конец октября — начало ноября)                       | Фестиваль огней и победа добра над злом: возвращение Рамы из изгнания, победа Кришны над Наракасурой и Сатьябхамой, рождение Лакшми во время пахтанья Молочного океана, победа аватары Ваманы над Бали. Проведение пуджи, раздача прасада, украшение дома огнями, фейерверки, дарение подарков и сладостей. |

## Священные дни Вишну

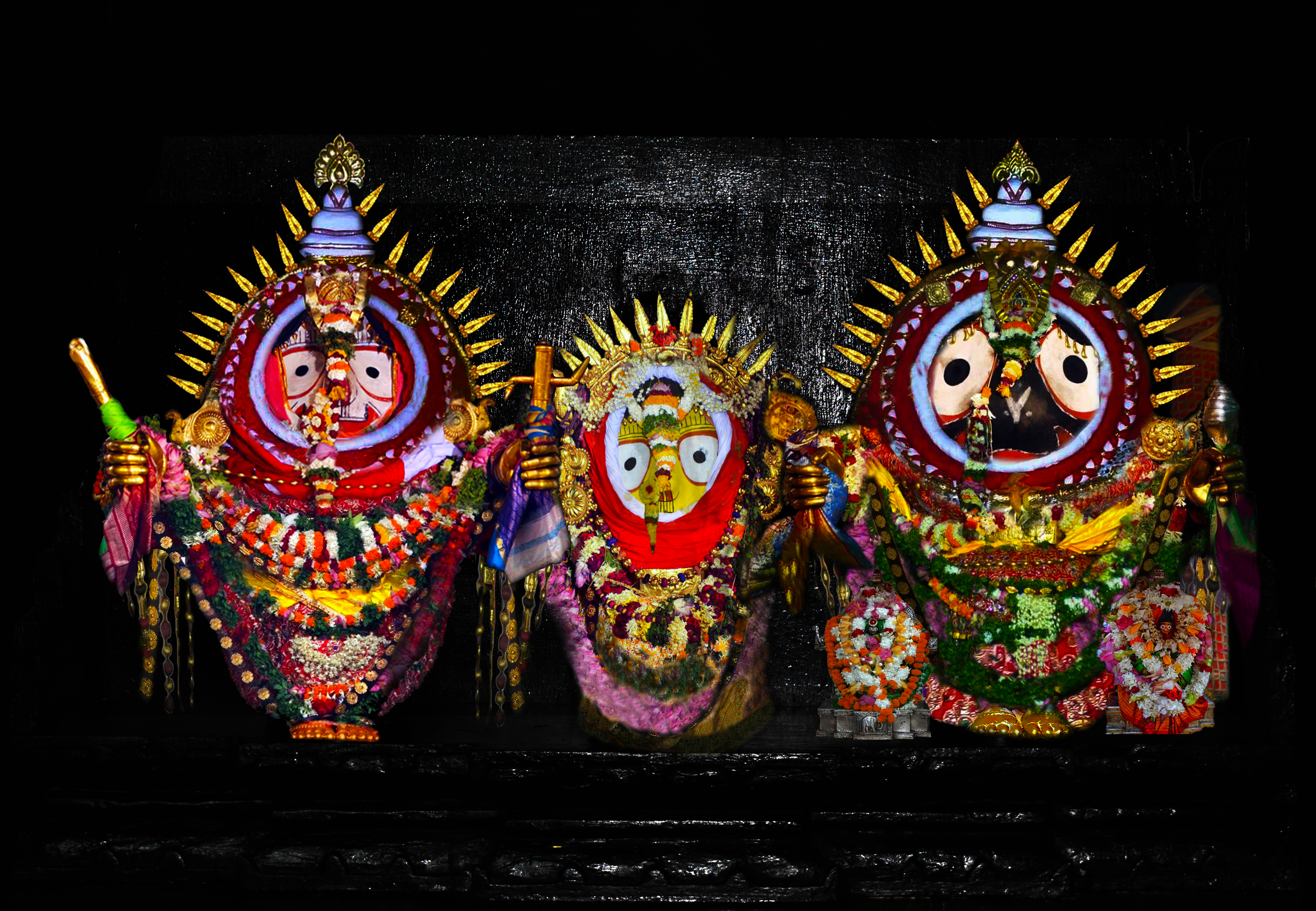
Украшение Джаганнатхи в день экадаши

Йога-майя является божественной силой Вишну, его энергией, воплощённой в женской форме. По легенде, когда Вишну возлежал на Ади-Шеше, демон по имени Мука вызвал опустошение в космосе. Не желая нарушить сон бога, Йога-майя вышла из тела Вишну и убила демона в день экадаши.
Вишну, довольный восстановлением порядка, превратил Йога-майю в богиню Экадаши-титхи (ekadashi-tithi) и объявил, что тот, кто поклонялся ему в день экадаши, заслужит божественную милость. В день экадаши вишнуиты поют имя бога, посещают храмы, купаются в святых водах, выполняют ритуалы и совершают добрые дела.

## Традиции: сампрадаи
Традиции вишнуизма группируются в четыре главные сампрадаи, каждая из которых обладает неповторимой индивидуальностью. Разделение на четыре сампрадаи оформилось к XVI веку. Чтобы получить признание, традиция должна доказать свою связь с одной из сампрадай. Основателями сампрадай стали известные теологи прошлого, начиная с Рамануджи. Их идеология значительно различается и варьируется от теистической двайты Мадхвы и до чистого недуализма Валлабхи, однако все сампрадаи объединяет одно — поклонение Вишну в различных формах. Сампрадаи различаются взглядами на отношения между Богом и душой, природу реальности, иллюзию, духовные практики и пути освобождения.
За пределами четырёх главных сампрадай классификация традиций вишнуизма затруднительна. Самой древней считается ритуальная традиция вайкханаса, представители которой, по всей видимости, проводили обряды для разных конфессий, не обязательно для вайшнавов. В истории вишнуизма возникало множество второстепенных традиций, некоторые из которых живы по сей день: Рамананда-сампрадая (культ Рамы с центром в Айодхье), Варкари-сампрадая (культ Витхобы с центром в Пандхарпуре), Маханубхава-сампрадая (культ Панчакришны с центром в Джалича Деве) и другие. Однако так или иначе все они связаны с главными сампрадаями.
Основные сампрадаи
| Сампрадая                                     | Основатель           | Философия                    | Объект поклонения                                    | Духовный центр       |
| --------------------------------------------- | -------------------- | ---------------------------- | ---------------------------------------------------- | -------------------- |
| Шри-вайшнавизм                                | Натхамуни, Рамануджа | Вишишта-адвайта              | Ранганатха, Венкатешвара и их супруги (формы Лакшми) | Шрирангам, Тирумалла |
| Брахма-сампрадая (Мадхва-сампрадая)           | Мадхва               | Двайта, ачинтья-бхеда-абхеда | Хари, Радха-Кришна                                   | Удупи                |
| Кумара-сампрадая (Нимбарка-, Хамса-сампрадая) | Нарада, Нимбарка     | Двайта-адвайта               | Радха-Кришна                                         | Говардхана           |
| Рудра-сампрадая (Валлабха-сампрадая)          | Вишнусвами, Валлабха | Шуддха-адвайта               | Радха-Кришна                                         | Гокула               |

Второстепенные сампрадаи (неполный перечень)
| Исходные сампрадаи          | Производные сампрадаи                                        | Третьестепенные сампрадаи                                    |
| --------------------------- | ------------------------------------------------------------ | ------------------------------------------------------------ |
| Шри-вайшнавизм              | Вадагалаи                                                    | Мунитрая                                                     |
| Шри-вайшнавизм              | Тенгалаи                                                     | Шататха Шри Вайшнава                                         |
| Шри-вайшнавизм              | Рамананди                                                    | Хаки, Мулукдаси, Вальмикизм, Капади, Кабирпантх, Дадупантх   |
| Брахма-сампрадая            | Харидаса                                                     | Харидаса                                                     |
| Брахма-сампрадая            | Гаудия-вайшнавизм                                            | Гаудия-Сарасвата (ИСККОН), Маханам-сампрадая                 |
| Брахма-сампрадая            | Радхаваллабха-сампрадая                                      |                                                              |
| Брахма-сампрадая            | Миноритарные субтрадиции                                     | Сахаджия, Спашта, Даяка                                      |
| Кумара-сампрадая            | Кешава Бхатта                                                | Кешава Бхатта                                                |
| Кумара-сампрадая            | Харивьяса                                                    |                                                              |
| Рудра-сампрадая             | Пуштимарга                                                   | Пуштимарга                                                   |
| Рудра-сампрадая             | Чаран-даси                                                   |                                                              |
| Неклассифицируемые традиции | Байраги, Варкари, Маханубхава, Экашарана-дхарма, Сваминараян | Байраги, Варкари, Маханубхава, Экашарана-дхарма, Сваминараян |

### Внешний символ: тилака

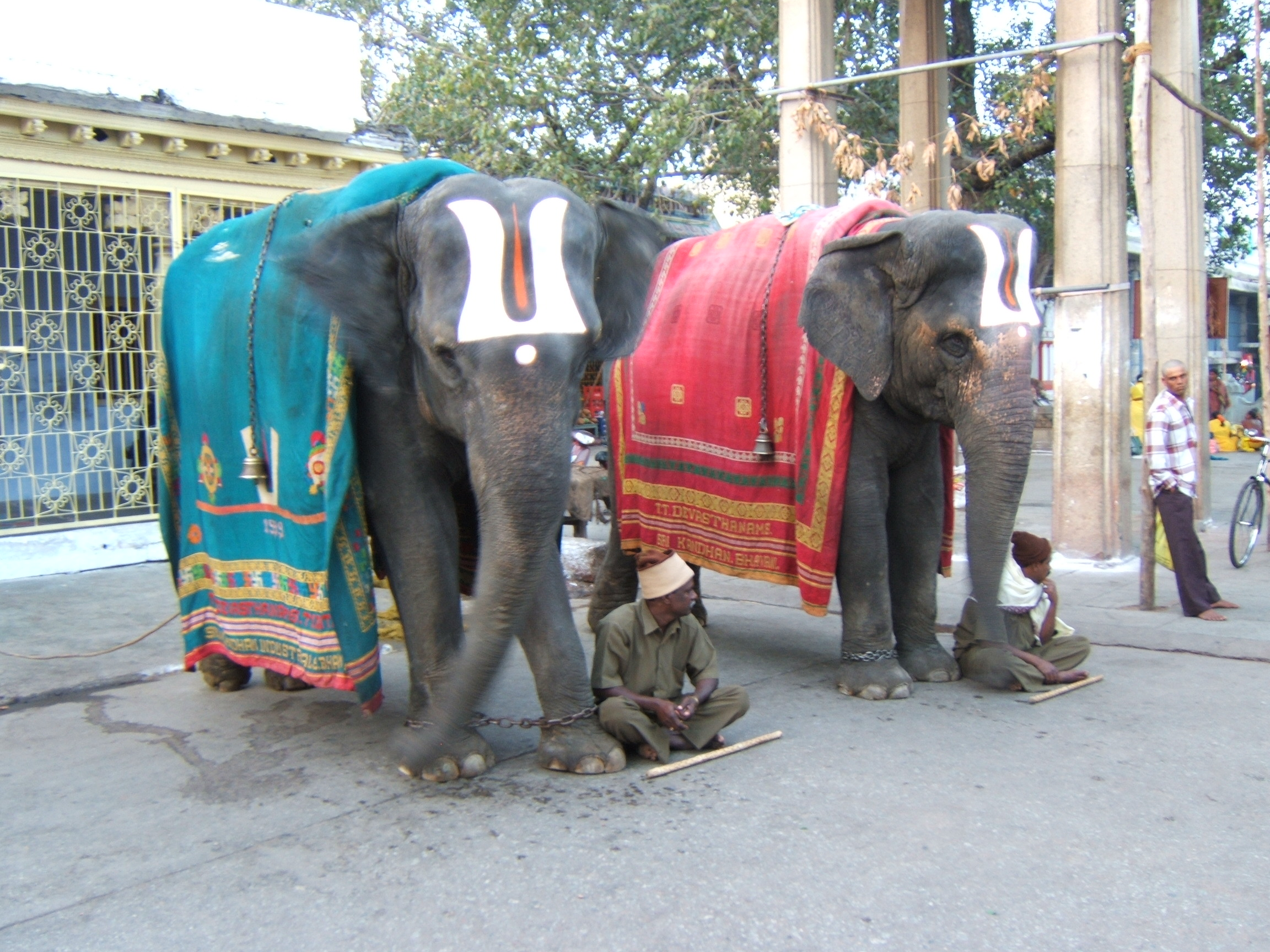
Храмовые слоны в Тирупати: пример шри-вайшнавской тилаки

Последователи вишнуизма наносят особый знак на лбу, называемый «тилака», с целью показать то, что они являются преданными Вишну. Различается несколько видов вишнуитской тилаки, и по ней можно определить, к какой традиции или сампрадае принадлежит вишнуит. Нанесение тилаки может носить характер ежедневного обряда или производиться в особых случаях (при посещении храма или выполнении ритуала). Вне зависимости от традиции вишнуитская тилака состоит из двух вертикальных линий, соединяющихся внизу в форме буквы «U». Они символизируют стопы Вишну. По центру находится вертикальная красная линия с точкой или без неё, которая символизирует Лакшми. Знаки, которые носят женщины на лбу (чаще всего это просто красная точка), могут указывать на принадлежность к традиции. Однако чаще они варьируются в зависимости от моды, преобладающей в данной части Индии.

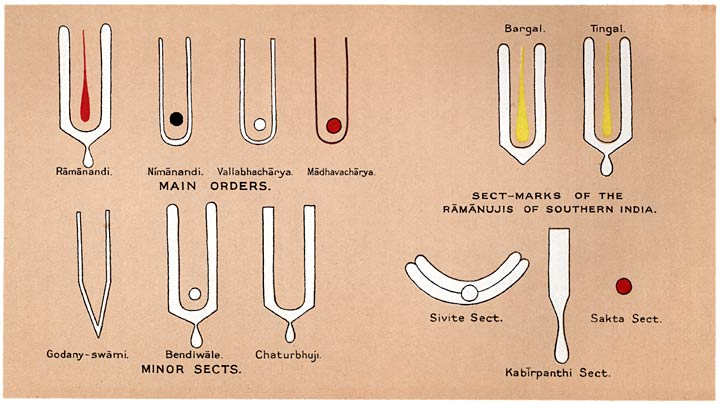
Образцы тилаки различных традиций в период Британской Индии, зарисовка XIX века

## Храмы и места паломничества
Археологические данные свидетельствуют о том, что вишнуитские храмы и иконография существовали уже к I веку до н. э. Наиболее значимыми тому доказательствами являются надписи, найденные среди руин храмов Санкаршаны (Баларамы) и Васудевы (Кришны). Первая надпись обнаружена на так называемой «колонне Гелиодора» в Мадхья-Прадеше. Колонна датируется 113 годом до н. э. и была воздвигнута в честь Васудевы. Вторая надпись найдена в пещерном храме Нанегхат в Махараштре. Надписи в храме, возведённом царицей Наганикой, упоминают Санкаршану и Васудеву вместе с другими индуистскими божествами. Одна из надписей рассказывает о посвящении храма: в честь Дхармы, в поклонение Индре, поклонение Санкаршане и Васудеве, потомкам Луны, наделённым величием, и четырём стражам мира — Яме, Варуне, Кубере и Васаве.

| Название и время возведения | Объект и свидетельства | Название и время возведения | Объект и свидетельства |
| --------------------------- | --- | --------------------------- | --- |
|                             | Нанегхат, II—I века до н. э. Пещерный храм на одноимённом горном перевале в Западных Гатах возле Джуннара в районе Пуны штата Махараштра. Надписи на каменных стенах отнесены к древнейшим историческим объектам, которые свидетельствуют о слиянии ведийской религии и культа Вишну |                             | Колонна Гелиодора, 113 год до н. э. Каменная колона возле несохранившегося храма Васудевы. Надписи на колонне свидетельствуют об обращении греческого посланника в вишнуизм в форме бхагаватизма |
|                             | Надписи из Хатибада и Госанди, II—I века до н. э. Фрагменты древних индийских надписей на каменных плитах, найденных возле деревни Нагари. Доказательства существования вишнуизма уже в I веке до н. э., а также слияния Вишну с образом Санкаршаны-Васудевы                         |                             | Храмовая пещера на горе Шушуния, II век н. э. Древнейший археологический и религиозный объект в Западной Бенгалии, посвящённый Вишну. В храмовой пещере найдено первое настенное вишнуитское изображение (Сударшаны-чакры) в Бенгалии, что свидетельствует о распространении вишнуизма в Западной Индии |

Для обретения освобождения, или мокши, вишнуитам рекомендуется совершать паломничества в «сапта-мокша-пури» (sapta-moksha-puri), семь священных городов. К ним относятся:
- Айодхья, родина аватары Рамы;
- Матхура, где родился Кришна;
- Удджайн, где Кришна учил священные писания с мудрецом Сандипани;
- Дварака, где Кришна правил вместе с супругой Рукмини;
- Хардвар, Варанаси и Гая, где находятся следы священных стоп Вишну (Вишнупада).

Некоторые традиции вишнуизма рекомендуют в Южной Индии также посещать Канчипурам, поскольку в этом храмовом городе Вишну предстаёт подателем благ.
Вишнуиты в течение жизни должны посетить 108 дивьядешам — святых мест и храмов, воспетых поэтами-альварами. 108 дивьядешам обязательны для посещения последователями шри-вайшнавизма. 105 мест расположено в Индии, одно в Непале (Муктинатх) и ещё два в духовном мире. К последним относятся «Парама-падам» (святые стопы Бога) и «Тирупаркадал» (Молочный океан, где пребывает Вишну).
Среди дивьядешам выделяются несколько наиболее популярных, куда ежегодно стекаются сотни тысяч паломников не только из Индии, но и из других стран.
| Храм                         | Местоположение           | Координаты                      | Имена божеств (Лакшми и Вишну)  |
| ---------------------------- | ------------------------ | ------------------------------- | ------------------------------- |
| Храм Тирумалы Венкатешвары   | Тирупати, Андхра-Прадеш  | 13°24′21″ с. ш. 79°12′18″ в. д. | Падмавати, Шриниваса            |
| Храм Ранганатхи в Шрирангаме | Шрирангам, Тамилнад      | 10°30′52″ с. ш. 78°24′44″ в. д. | Ранганаяги, Ранганатх           |
| Храм Муктинатх               | Муктинатх, Непал         | 28°29′24″ с. ш. 83°31′17″ в. д. | Шридеви, Шримурти               |
| Храм Бадринатха              | Бадринатх, Уттаракханд   | 26°57′00″ с. ш. 80°26′19″ в. д. | Аравиндавалли, Бадринараян      |
| Храм места рождения Рамы     | Айодхья, Уттар-Прадеш    | 26°42′53″ с. ш. 82°49′22″ в. д. | Сита-деви, Рамачандра           |
| Храм Кешава Дев              | Матхура, Уттар-Прадеш    | 27°17′24″ с. ш. 77°24′36″ в. д. | Сатьябхама, Говардханагиридхари |
| Храм Дваракадиши             | Дварка, Гуджарат         | 24°00′36″ с. ш. 73°19′50″ в. д. | Рукмини, Кришна Дваракадиша     |
| Храм Падманабхасвами         | Тируванантапурам, Керала | 8°32′02″ с. ш. 76°55′40″ в. д.  | Марагадхавалли, Адикешава       |
| Храм Шри Валлабхи            | Тирувалла, Керала        | 9°25′38″ с. ш. 76°49′02″ в. д.  | Карпагавалли, Амрутанараян      |

## Вишнуизм за границами материального восприятия
Теология вишнуизма отличается от философского восприятия божественности на Западе. В христианском богословии «божество» относится либо непосредственно к Богу, либо к положению в духовной иерархии. В индуизме божественность имеет другое понимание, преимущественно, как «оживлённые духом материальные формы», значение которых ощутимо проявляется в земной жизни верующих. Теологические основы поклонения Вишну опираются на традиционную форму теизма в индуизме, которую индологи называют «теистической близостью». Как отметил профессор философии и религиоведения Грэм Швейг из Университета Кристофера Ньюпорта, Бог в ней представлен через его самые сокровенные отношения любви и привязанности.

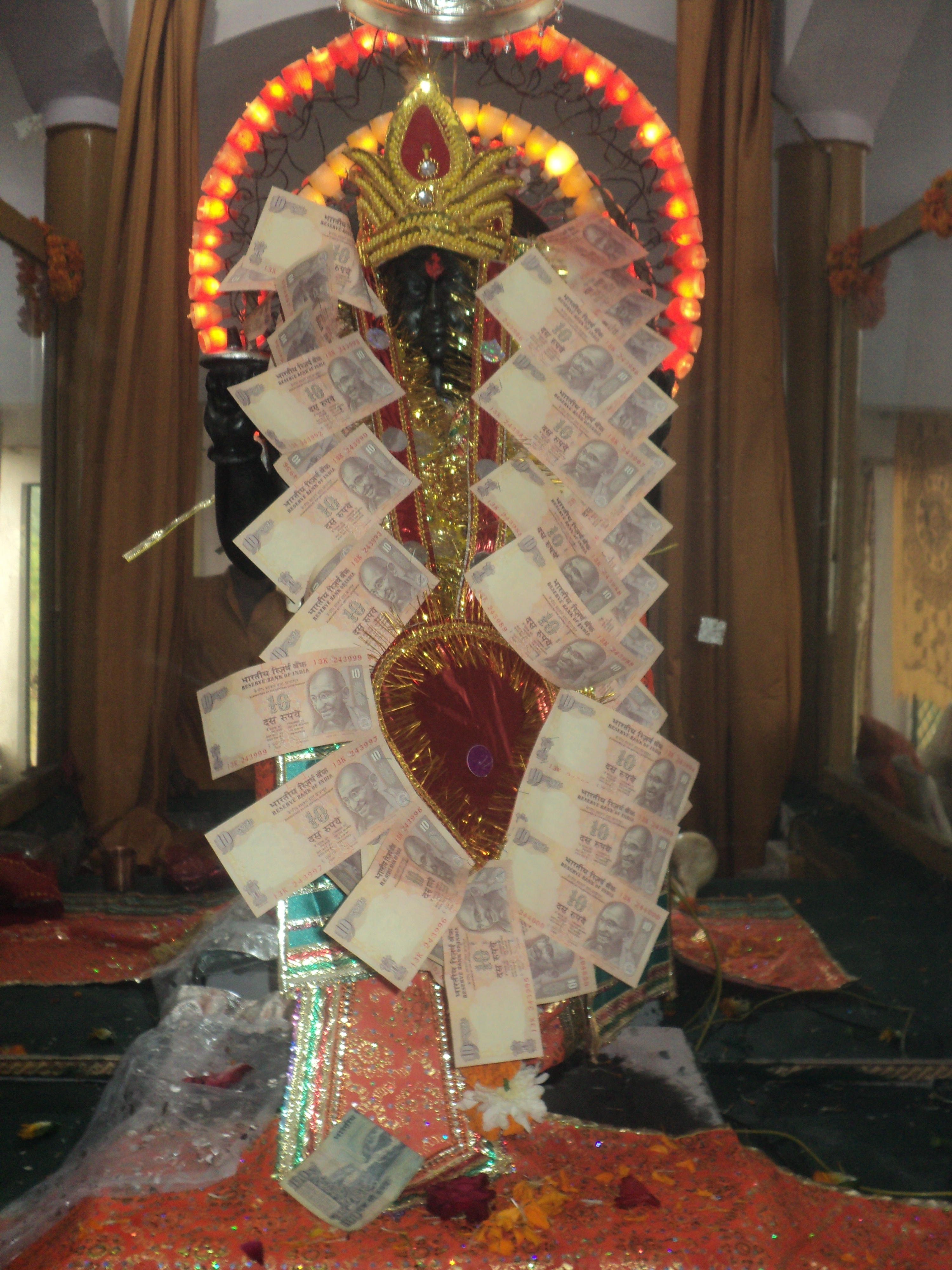
Мурти Вишну, с поднесённой гирляндой из банкнот. Утаранчал (Индия), 2011 год

Любовь между Богом и душой в традиции вишнуизма находит отражение в отношениях, характерных для повседневной жизни, например, между родителями и детьми или мужем и женой. Страстная привязанность даже может приобретать эротический оттенок — что нередко встречается у некоторых христианских, иудейских и исламских мистиков. Расширяя отношения с божеством за пределы формального поклонения, верующие создают религиозное пространство, которое может существовать независимо от смерти, времени и материальных объектов. Они отождествляют себя с божественным сознанием и душой, нежели с телом. Принцип «Я — не тело» антрополог Холли Уолтерс из Брандейского университета (США) назвала «семиотическим отделением духовной личности от физических тел, культивируемым среди преданных и их божеств». Иными словами, в вишнуитской среде распространены особые коммуникативные знаки, которые формируют представления о личности, объектах и времени.
Преданные Вишну дистанцируются от своих физических характеристик, таких как цвет волос или кожи, состояние здоровья и прочих — вплоть до отрицания смерти. «Я» воспринимается ими как статичное, неизменное и вечное в противоположность телу, которое стареет, набирает вес, теряет память и, — в конечном итоге, — умирает и разлагается. Подобным образом принцип «Я — не тело» лежит в основе ритуальной практики вишнуизма. Так же как «Я» живёт во временном и смертном теле, — однако отличается от самого тела, — так же и Вишну пребывает в своих аватарах, священных объектах и местах паломничества. Божественная природа Вишну и его преданных выходит за границы их физических проявлений.

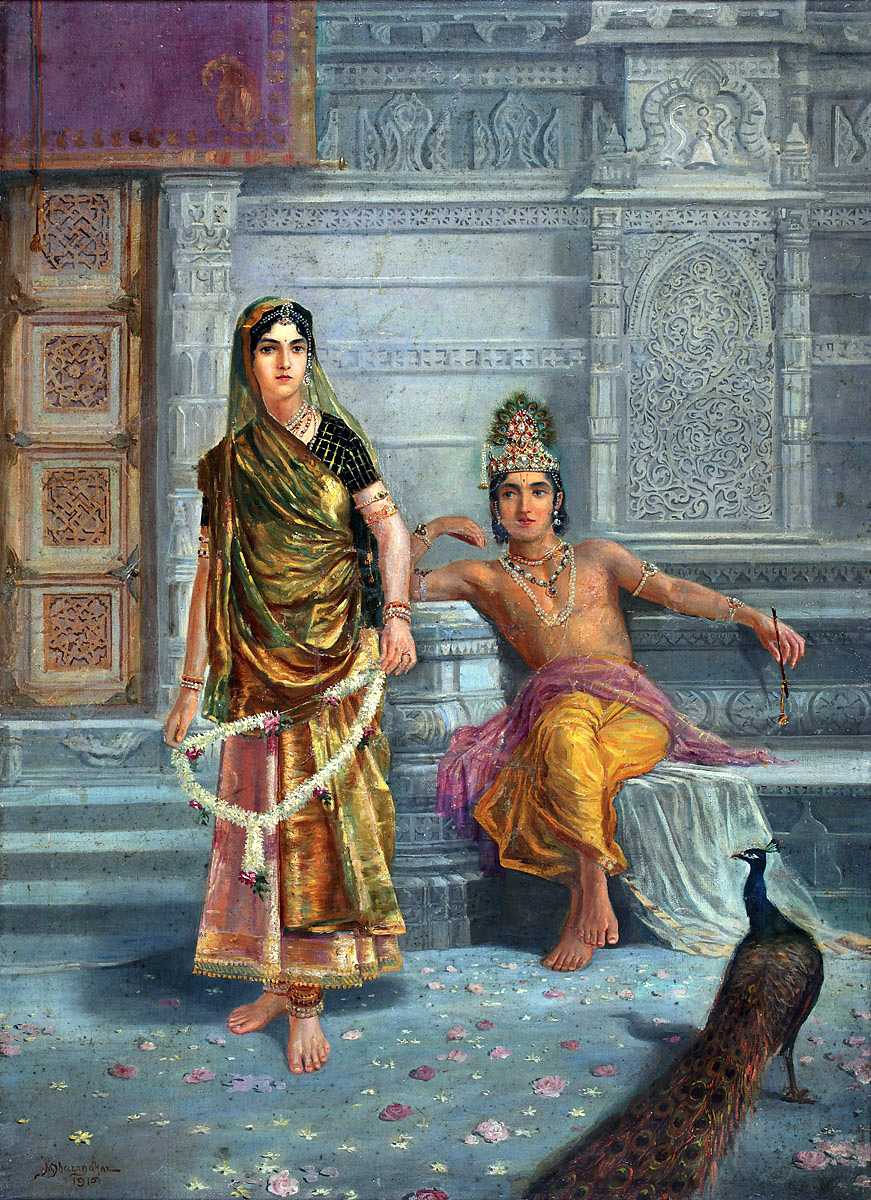
Картина маслом «Радха и Кришна» индийского художника Дурандхар, Махадев, 1915 год

Духовное ви́дение в вишнуизме присутствует во всех ежедневных ритуальных событиях. В частности, во время взаимного лицезрения божества и его преданного («даршан»), при предложении божеству подношений («пуджа») и посещении священного места («дхам»). Жизнь преданного окутана вечной божественной игрой («лилой»), в которой Вишну взаимодействует со своим преданными как покровитель, друг, любовник и товарищ по играм. Для преданного Вишну обладает бессчётным множеством ролей и образов, которые участвуют в его личной, семейной и общинной жизни — Нараяна, Кришна, Рама, Баладжи и другие. Все они предстают как воплощения или проявления одного Верховного Бога, с которым у преданного завязываются глубоко личные отношения. В своих образах Вишну проявляется как особая личность, с которым преданный может общаться, вопрошать и получать ответы. Во время пуджи к мурти Вишну относятся как к живому объекту, а при посещении святого места сверхъестественное вместе с историческим временем сливаются с настоящим. Духовное ви́дение стирает границы между смертными телами, душой, сознанием, а также материальными объектами и временем. Все они попадают в единое незримое пространство, где царствует божественное начало. Время становится нелинейным, объекты приобретают качества живых, а земное тело теряет значение. Подобное ви́дение открывает преданным возможность постижения божественного и расширения их сознания сквозь границы пространства и времени.
Положение Вишну во всех пространственно-временных измерениях: в прошлом, настоящем и будущем, а также «здесь с нами» и «везде» формирует у преданных восприятие вечного, везде присутствующего и совершенного божественного начала. Игривая натура Вишну не предполагает у его божественной игры потенциально разрушительной силы. По мере укрепления личных отношений с божеством взаимодействие преданного с Вишну становится трансгрессивным и выходит за рамки обыденности. Как отмечает лингвист Джошуа Нэш из Университета Новой Англии (Австралия), соединение в вишнуизме физической материи с духовной реальностью принимает ряд неповторимых форм. Они проявляются в арча-виграхе или материальной форме Бога, в драматических сценах и танцевальных постановках раса-лилы, порядке административного управления паломническими центрами и др.
Восприятие материального мира выстраивается преданными таким образом, чтобы его полностью пронизывало божественное, а взаимодействие с Вишну носило предельно широкий характер, вплоть до эротизма, иллюстрируемого отношениями между Радхой и Кришной. Земной опыт, включая поэтическое изъявление любви («бхакти»), стилизованные жесты в традиционном танце, проведение праздников, совместных встреч, ориентирован на культивирование переживаний от соприкосновения с божественным началом. По выражению профессора антропологии Уэбба Кина из Университета Мичигана, это создаёт «возможности для переживания божественного, так и для ответа на него».

## Демография вишнуизма

Результаты переписи населения Индии в 2011 году: распределение по религиозному признаку.
индуизм
ислам
христианство
сикхизм
буддизм
другие

Вишнуизм является одним из ярчайших проявлений индийской культуры и философии. Благодаря ему возможна социальная стратификация, культурная самоидентификация, формирование мировоззрения, менталитета и образцов поведения. Вишнуизм определяет религиозные традиции, обряды и праздники, одним словом, образ жизни вишнуитов, вплоть до выбора профессии, стиля одежды и общения, круга друзей и приготовления пищи. Подавляющее большинство вишнуитов проживают в Индии.
Сведения о численности последователей противоречивы.
По оценке Джонсона и Грима, традиция вайшнавизма является самой крупной, насчитывающей около 641 миллиона или 67,6% индуистов, за ней следуют шиваизм с 252 миллионами или 26,6%
Общины вишнуитов традиционно процветают в странах Южной Азии, прежде всего Индии, Непале, Шри-Ланке, Бангладеш и Бутане. Результаты переписи населения Индии в 2011 году свидетельствуют о том, что индуизма придерживается 80 % населения. Кроме того, крупные общины вишнуитов сложились в Индонезии, Малайзии, Сингапуре, ОАЭ, Суринаме, ЮАР, на острове Маврикий, островах Фиджи и в других государствах. Согласно обзору Pew Research Center, 53 % проживающих в США выходцев из Азии считает себя последователями индуизма, в том числе 19 % отождествляют себя с вишнуитами и 10 % с шайвами. Меньшая доля приходится на кришнаитов (3 %) и сторонников философии веданты (2 %).
Касты, среди которых преобладает вишнуизм
| Наименование         | Численность | Язык        | Основной ареал проживания                                         |
| -------------------- | ----------- | ----------- | ----------------------------------------------------------------- |
| Тели                 | 19 260 200  | хинди       | Индия (Уттар-Прадеш, Бихар, Чхаттисгарх), Непал, Бангладеш        |
| Байраги              | 3 954 000   | хинди       | Индия (Западная Бенгалия, Раджастхан, Гуджарат), Непал, Бангладеш |
| Пария                | 2 307 000   | тамильский  | Индия (Тамилнад, Керала), Шри-Ланка                               |
| Сатани               | 432 000     | телугу      | Телингана, Карнатака, Андхра-Прадеш                               |
| Айянгар              | 304 000     | тамильский  | Тамилнад                                                          |
| Бхатья               | 232 000     | хинди       | Харьяна, Дели, Гуджарат                                           |
| Брахманы Ачарья      | 73 000      | бенгальский | Западная Бенгалия                                                 |
| Читракар             | 61 000      | маратхи     | Махараштра, Орисса                                                |
| Айянавар (Ayyanavar) | 16 000      | малаялам    | Керала                                                            |

Хотя вишнуитов можно найти на всех континентах, вишнуизм не считается мировой религией, поскольку основная масса вишнуитов за пределами Южной Азии относится к южно-азиатской диаспоре. Подавляющее число вишнуитов продолжает проживать в Индии и Непале. Ареалы основных культов индуизма размыты. Вишнуизм распространён в Северной и Южной Индии (Тамилнад и Керала), шиваизм и шактизм — на юге и востоке. Вишнуиты и шакты уделяют больше внимания внешним обрядам, чем шайвы. По этой причине в вишнуитские храмы «неиндусам» («non-Hindu») попасть бывает труднее, чем в храмы Шивы.
Традиционная ритуальная практика вишнуизма не предполагает исключительных обрядов посвящения. Вишнуитом может стать каждый, разделяющий принципы вишнуизма — веру в благостного Бога в лице Вишну, освобождение души как конечную цель жизни, уважение к священным текстам, ненасилие и религиозную терпимость, веру в реинкарнацию, вегетарианство, культивирование любви и преданности Вишну и другие (см. Обращение в индуизм). Реформирование индуизма и развитие неоиндуизма в конце XIX — начале XX веков ознаменовалось его популяризацией за пределами Индии, Юго-Восточной Азии и Африки. Вишнуизм перестал ограничиваться этническими группами. Большое число людей стали называть себя вишнуитами в США, Канаде, Великобритании (в основном в бывших британских доминионах) и в других странах, включая Россию и сопредельные государства.

### Вишнуизм за пределами Индии: феномен ИСККОН

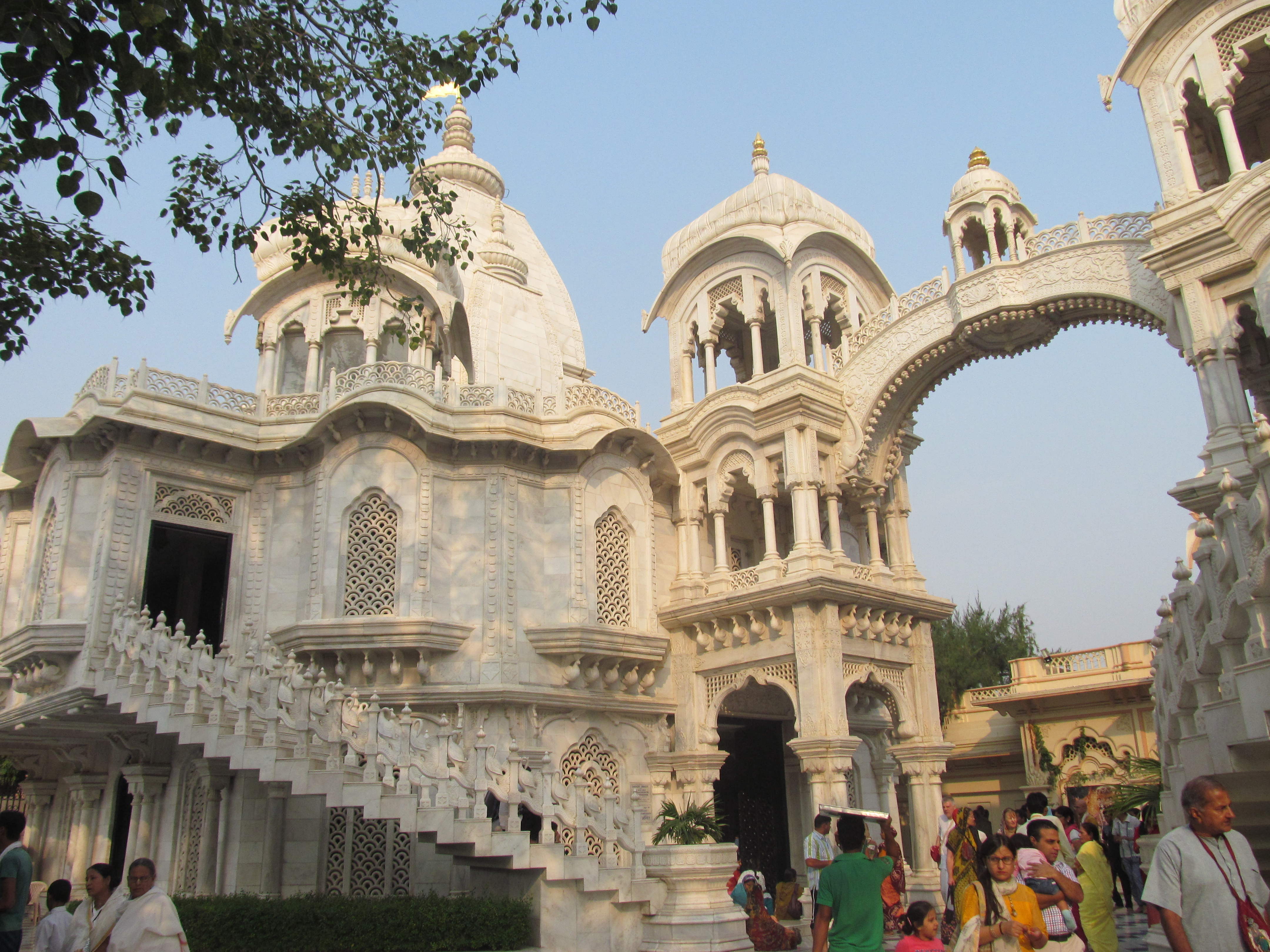
Храм ИСККОН во Бриндаване

Отличительной чертой вишнуизма является его проникновение в западную культуру. В отличие от шиваизма, шактизма и смартизма, вишнуизм активно «экспортируется» в развитые страны. Начало было положено в 1902 году, когда бенгальский санньяси Баба Премананда Бхарати (1858—1914) прибыл в Нью-Йорк, где основал общество «Кришна-самадж» (англ. Krishna Samaj), а в 1904 опубликовал обширный трактат «Шри Кришна — господь любви» (англ. Sree Krishna — the Lord of Love): автор отослал экземпляр Льву Толстому, который был буквально изумлён содержанием и впоследствии цитировал текст в своём знаменитом открытом «Письме индусу».
Широкому распространению вишнуизма на Западе во многом способствовала деятельность таких религиозных объединений, как «Международное общество сознания Кришны» (ИСККОН; англ. International Society for Krishna Consciousness, ISKCON). ИСККОН основано в 1966 году в США выходцем из Индии вишнуитом-садху Абхаем Чараном Де (1896—1977), получившим монашеское имя Бхактиведанта Свами Прабхупада. В основе философии ИСККОН, как и ранней миссии Бабы Премананды Бхарати, заложены идеи проповедника бхакти, представителя бенгальского вишнуизма святого Чайтаньи (1486—1533). ИСККОН располагает региональной сетью почти во всех странах мира, в том числе в России. Он ведёт активную работу по распространению кришнаизма как одной из традиций вишнуизма. Члены ИСККОН считают свою религию орто-практикой (устной практикой), а целью жизни — реализацию в себе «сознания Кришны» благодаря бхакти-йоге. Любовь к Богу культивируется как любовь Радхи к Кришне. Последователи получают индийские имена с титулом «Дас» (рус. слуга Бога), носят предпочтительно традиционную индийскую одежду (сари, дхоти, сандалии), на лоб наносится отличительный знак (тилака). Богослужение воспроизводит основные элементы классических ритуалов, а духовная практика включает медитацию, повторение имён Кришны (джапа), коллективные песнопения с распеванием киртанов и мантр, сопровождающиеся игрой на мриданге, фисгармонии и цимбалах.

## Академическое исследование вишнуизма
Вишнуизм, или культ Вишну, в котором само божество и его многочисленные аватары являются объектами поклонения, привлекает внимание исследователей. Вишну входит в триаду божеств, а вишнуизм — одна из главных традиций индуизма в современной Индии. Популярность и широкое распространение вишнуизма объясняют внимание к нему учёных на протяжении столетий. Европейская наука обратила внимание на вишнуизм в конце XVIII — начале XIX века. Английский основоположник индологии, филолог Уильям Джонс (1746—1794) открыл для европейцев некоторые вишнуитские тексты, в частности, поэму «Гитаговинда», хотя ещё в 1769 году иезуиты перевели «Бхагавата-пурану» на французский. Первый русский индолог, живший в Индии, Герасим Лебедев (1749—1817), внёс свой вклад в изучение вишнуизма. В 1815 году он выполнил второй в Европе после английского перевод с санскрита на русский популярного кришнаитского гимна VIII века «Бхаджа-говиндам (Мохамудгара)».
Изучение вишнуизма прошло три стадии эволюции. На первой стадии вишнуизм был объектом изучения первых западных учёных-индологов. К ним относятся французский востоковед Огюст Барт (фр. Auguste Barth, 1834—1916), американский учёный-санскритолог и секретарь Американского общества востоковедов Эдвард Хопкинс (англ. Edward Washburn Hopkins, 1857—1932), а также британский востоковед Хейман Уилсон (1786—1860). Источниками их знаний была древнеиндийская литература. Благодаря первым авторам западный читатель получил доступ к мифологии вишнуизма. Большинство ранних европейских авторов находилось под влиянием христианской традиции, что не могло не отразиться на их восприятии индийской культуры. Ситуация начала меняться в последней трети XIX века, когда к описанию и изучению вишнуизма подключились индийские исследователи.
Вторая стадия научного изучения вишнуизма характеризуется становлением индийской научной школы. У её истоков стояли местные исследователи, получившие европейское образование. В 1883 году востоковед и общественный деятель, член-корреспондент Петербургской академии наук Рамакришна Гопал Бхандаркар, борясь с христианским уклоном в исследованиях, выступил против сравнительных и критических методов изучения религиозной истории своих соотечественников. Вместо них предлагалось опираться на археологические, литературные и художественные материалы для анализа вишнуизма. Основываясь на эпической и пуранической литературе, Бхандаркар в 1913 году показал постепенное слияние концепции космического Вишну с образами Хари-Кришны и Гопала-Кришны. Лала Байджнатх в работе «Индуизм: древний и современный» продемонстрировал, что фундаментальные принципы индуизма сложились уже в ведийскую эпоху и оставались неизменными на протяжении следующих столетий. В 1920 году Рамапрасад Чанда в книге «Археология и вайшнавская традиция» предпринял первую попытку реконструировать раннюю историю вишнуизма на основе археологических данных. В 1936 году около ста известных индийских исследователей выпустили первое трёхтомное издание The Cultural Heritage of India («Культурного наследия Индии»). Оно открыло новую веху в изучении религиозной истории Древней Индии, поскольку издание представляло собой первую комплексную работу. Второе, расширенное, издание труда было опубликовано в 1950-х годах, а новый, четвёртый том был посвящён исключительно индийским религиям. Несмотря на разнообразие тем и авторов, общий подход «Культурного наследия Индии» был единообразен в отношении истоков происхождения древней религии.
В XX веке мировоззренческие вопросы изучения вишнуизма утратили своё значение. Религиозные историки сконцентрировались на создании обзорных работ. Третий этап исследований вишнуизма открыл известный нидерландский востоковед и индолог Ян Гонда, чьи работы были посвящены природе Вишну и его образам. Гонде также принадлежит сравнительный анализ теологии и религиозных практик последователей Вишну и Шивы. Это уже были объективные и сбалансированные исследования, учитывающие оригинальность и своеобразие индийской культуры. В Индии в 1950-х годах вышла в свет серия The History and Culture of the Indian People («История и культура индийского народа»), посвящённая становлению индийских религий. В работе Early Indian Religions («Ранние индийские религии») Приятоши Банерджи, анализирующей исторические и популярные традиции вишнуизма, приведён полный анализ доступных археологических, нумизматических и эпиграфических источников. В русле трудов Гонды работал индийский историк Сувира Джайсвал. Свою известность он получил благодаря исследованиям социальной истории Древней Индии — в частности, развития кастовой системы и интеграции региональных божеств в индуистский пантеон. Исследование Джайсвала привело к пересмотру истории пантеона богов в свете эпиграфического, литературного, нумизматического и иконографического материала. Вишну предстал как универсальное божество, чьи аватары в прошлом были местными божествами. В целом вишнуизм рассматривался с нескольких точек зрения. Одни авторы полагали, что его возникновение связано с неудовлетворительным характером брахманической теологии. Другие считали, что вишнуизм имеет более древнее происхождение, чем ведизм, поскольку носит автохтонный характер. Бесспорным оставался синкретический характер вишнуизма. Высшая реальность, то есть Брахман, отождествлялся с конкретными (местными) божествами, которые, несмотря на своё возможное ведийское происхождение, в конечном счёте приобрели другой образ. Культы Вишну и Шивы, как считается, легли в основу индуизма, в то время как другие монотеистические культы либо были интегрированы в индуизм, либо развивались в его русле. Отдельные исследования затрагивали тему бхакти, сходства между культом Кришны и Иисуса Христа, а также теистические аспекты вишнуизма.
Как самостоятельное направление изучения вишнуизма развивалась литература по иконографии. Она позволяет не только идентифицировать и датировать культурные объекты, но также получать информацию об аспектах религиозной жизни — в частности, имеются в виду социальный контекст возникновения объектов культа, роль культа изображаемого божества в эпохе или регионе, а также религиозные предпочтения социальных групп и правящих династий. Полезность изучения иконографии впервые была открыта Эдвардом Муром. В своём труде The Hindu Pantheon («Индусский пантеон»), опубликованном в Лондоне в 1810 году, он описывает изображения божеств из собственной коллекции, которые в настоящее время выставлены в Британском музее. После пионерной работы последовала продолжительная пауза, поскольку основное внимание исследователей было посвящено буддийской иконографии. Первая масштабная обзорная работа по индуистской иконографии появилась на свет в 1914 году за авторством Гопинатха Рао. Хотя он использовал в своей работе относительно широкий перечень священных текстов (Самхиты, Агамы, Тантры), все иконографические тексты к тому времени были ещё не доступны. Его работа была завершена Анандой Кумарасвами в книге «Вишвакарман: примеры индийской архитектуры, скульптуры, живописи, ремесла». «Разновидности образа Вишну» Бинода Бидябинода стала первой иконографической работой, полностью посвящённой одному божеству. Перечисленные исследования заложили основу изучения вишнуитской иконографии. Благодаря им известен каждый иконографический тип, описанный как по нумизматическим, так и по эпиграфическим источникам. Фактически они заложили научную методологию иконографических исследований.
Среди современных учёных известность получили несколько европейских авторов, которые проявляют интерес к изучению философских трудов вайшнавской традиции. В первую очередь, к ним можно отнести Герхарда Оберхаммера, Марка Шмукера, Мэрион Растелли, Элизу Фрески. Перечисленные авторы представляют австрийскую школу индологии, основанную Оберхаммером. Её работы изданы Институтом культурной и интеллектуальной истории Азии Австрийской академии наук. Интересы учёных связаны с исследованиями и переводами текстов Панчаратры, мимансы и вишишта-адвайты. В 2010-е годы изучение индуизма продолжается. Рембер Лутьехармс из Оксфордского университета посвятил свою работу вишнуитской поэзии в традиции Чайтаньи и её вкладу в движение бхакти. Британский индолог Джулиус Липнер из Кембриджского университета изучал гаудия-вайшнавское богословие, а также биографию Рамануджи и его философию. Он также продолжил изучение иконографии вишнуизма. Религиоведов также интересуют сравнительные исследования индуизма и христианства. В частности, индийский учёный Бхаскара Досс посвятил целую серию своих работ вишнуизму и христианству. Большим вниманием пользуется изучение исходного исторического материала. Джайн Суман провёл работу по анализу эпиграфических данных и надписей на монетах в свете культа Вишну. Академические исследования вишнуизма продолжают развиваться. При Оксфордском университете действует Оксфордский центр индуистских исследований, предлагающий академические курсы по вишнуизму и дающий возможность получить учёную степень доктора философии в области вишнуитских исследований. С 2004 года он выпускает книжную серию Hindu Studies Book Series.
В западных научных журналах публикуются статьи, посвящённые исследованиям различных аспектов вишнуитской традиции и культуры. Среди специализированных западных журналов выделяются: The Journal of Vaishnava Studies (по мнению М. Ротштейна — самый значимый журнал в области исследования бенгальского вишнуизма), The Journal of Hindu Studies и The Journal of Asian Studies.
Среди русскоязычных (советских, а затем российских) учёных одним из первых внёс вклад в изучение вишнуизма, а именно такой его традиции, как рамаизм, академик А. П. Баранников (1890—1952). Несмотря на недостатки научной методологии сталинского периода и его переводческого стиля, ему принадлежит единственный перевод, выполненный в 1930—1940-е годы, и комментарий поэмы Тулсидаса «Рамачаритаманаса». После Баранникова рамаизм практически не изучался. Переводчик «Махабхараты» С. Л. Невелева (род. 1937) обратилась к реконструкции наиболее архаичных пластов вишнуитской мифологии. В бо́льшей степени, как и на Западе, российские учёные изучают кришнаизм (Ю. Г. Кокова, В. А. Матвеев и другие).
К идейному наследию тамильских альваров впервые обратился философ А. М. Пятигорский (1929—2009), в дальнейшем эмигрировавший из СССР. Позднее тамильскую лирику изучал А. М. Дубянский (род. 1941). Североиндийское вишнуитское бхакти, включая такую его традицию, как гаудия-вайшнавизм, исследовали и переводили соответствующие источники Н. М. Сазанова (1932—2006), Н. М. Корабельник, С. В. Ватман (род. 1959) и другие. Серия работ о шри-вайшнавизме принадлежит Р. В. Псху и Н. А. Сафиной.